# Republiek der Zeven Verenigde Nederlanden
De Republiek der Zeven Verenigde Nederlanden, in de literatuur vaak aangeduid als de Republiek, was een confederatie met trekken van een defensieverbond en een douane-unie. Ze besloeg grotendeels het grondgebied van het huidige Nederland. De Republiek werd opgericht in 1588. Ze verwierf in de zeventiende eeuw grote politieke en economische macht en speelde geruime tijd een hoofdrol op het wereldtoneel. Het einde kwam met de inval van Frankrijk in 1793-1795 (tijdens de Eerste Coalitieoorlog) na een periode van neergang.
De Republiek ontstond nadat een aantal hertogdommen, heerlijkheden en steden in 1579 de Unie van Utrecht had gevormd, een bondgenootschap om gezamenlijk op te komen tegen de strenge bestuursmaatregelen van de Habsburgse heer der Nederlanden Filips II, die in hoogste instantie over de gebieden regeerde en tevens koning van Spanje was. Met het Plakkaat van Verlatinghe zwoeren ze hem in 1581 af. In 1588 gingen een aantal gewesten (provincies), elk met een eigen autonoom bestuur, zonder toestemming van Filips II afzonderlijk verder als confederale republiek.
De Republiek der Zeven Verenigde Nederlanden bestond uit de volgende gewesten: Friesland, Stad en Ommelanden, Overijssel, Gelre, Utrecht, Holland, Zeeland en Drenthe en de zogenaamde Generaliteitslanden; Brabant, Vlaanderen, Westerwolde en Wedde, Overmaas en Opper-Gelre. Zeven gewesten (provincies) stuurden voor afstemming hun vertegenwoordigers naar de Staten-Generaal in 's-Gravenhage. Drenthe en de Generaliteitslanden werden hierbuiten gehouden.
Opmerkelijk in deze relatief kleine confederatie met circa 1,5 miljoen inwoners was de grote rol die ze in de eeuw daarna ging innemen in de wereldhandel. De Vereenigde Oostindische Compagnie (VOC), de West-Indische Compagnie (WIC) beheersten belangrijke handelsstromen en de vaart op de Oostzee distribueerde basisproducten zoals hout en graan langs de kusten en rivieren, en voor eigen gebruik. De legers en vloot van tweeduizend schepen boekten militaire successen tegen ogenschijnlijk veel sterkere landen als Spanje en Engeland. Er was een grote bloei van kunsten (Rembrandt en vele anderen), rechtsgeleerdheid (Hugo de Groot), wetenschap (Christiaan Huygens en Willem Blaeu) en techniek (houtzaagmolens, polderbemaling, drukkerij).

## Voorgeschiedenis

### De Nederlanden onder de Bourgondiërs en Habsburgers

De Bourgondische Kreits binnen het Heilige Roomse Rijk na de Transactie van Augsburg in 1555.

Een groot deel van de Nederlanden behoorde in de tweede helft van de vijftiende eeuw door vererving en verovering aan de hertogen van Bourgondië. Van alle gewesten waren het hertogdom Brabant en het graafschap Vlaanderen, met steden als Brugge en Gent, de belangrijkste van de Nederlanden. Ze hadden de grootste bevolking en waren economisch het meest ontwikkeld. Vergeleken met de rest van Europa werd de economische macht alleen door Noord-Italië geëvenaard. Het graafschap Holland stelde in de vijftiende eeuw economisch nog weinig voor. Het had weinig export en moest het vooral hebben van de scheepvaart en visserij.
Het hof van de hertog was in Mechelen gevestigd en de eerste universiteit bevond zich in Leuven. Tijdens de regering van Karel de Stoute werd het bestuur van de Nederlanden, tot ongenoegen van de gewesten, meer gecentraliseerd. Ook werd het leger uitgebreid, en werden de belastingen verhoogd. Na de dood van Karel de Stoute kwam Vlaanderen in opstand tegen diens opvolger, Maria van Bourgondië. In 1477 werd het Groot Privilege afgedwongen, waarmee de rechten van de gewesten weer hersteld werden. Maria trouwde met de latere keizer Maximiliaan, waarmee de Nederlanden overgingen naar het huis Habsburg. 
Na de dood van Maria deed Maximiliaan er alles aan om het Groot Privilege af te schaffen, dit tot groot ongenoegen van de gewesten die in opstand kwamen. Door militair ingrijpen werd deze grote opstand gebroken. Vervolgens probeerden de Habsburgers een eenheid te smeden van de zeventien Nederlandse gewesten, met als hoofdstad Brussel: de Habsburgse Nederlanden. Van deze gewesten waren Vlaanderen, Brabant, en Holland, dat vanaf de zestiende eeuw economisch hard groeide, veruit de belangrijkste; zij brachten gezamenlijk 75% van belastinginkomsten op.
De Reformatie begon in de Lage Landen aan het begin van de zestiende eeuw. Een van de oorzaken was de ontevredenheid over wantoestanden in de Rooms-Katholieke Kerk. In het begin werd het protestantisme meestal in het geheim beleden omdat er de doodstraf op stond. Na 1560 kregen de calvinisten meer voet aan de grond, beginnend in de Zuidelijke Nederlanden. De Habsburgse regering deed er alles aan om de Reformatie de kop in te drukken en liet velen vervolgen. Deze vervolgingen waren succesvol in gebieden waar de Habsburgers veel macht hadden, en dat was vooral beneden de grote rivieren.

### Begin van de opstand

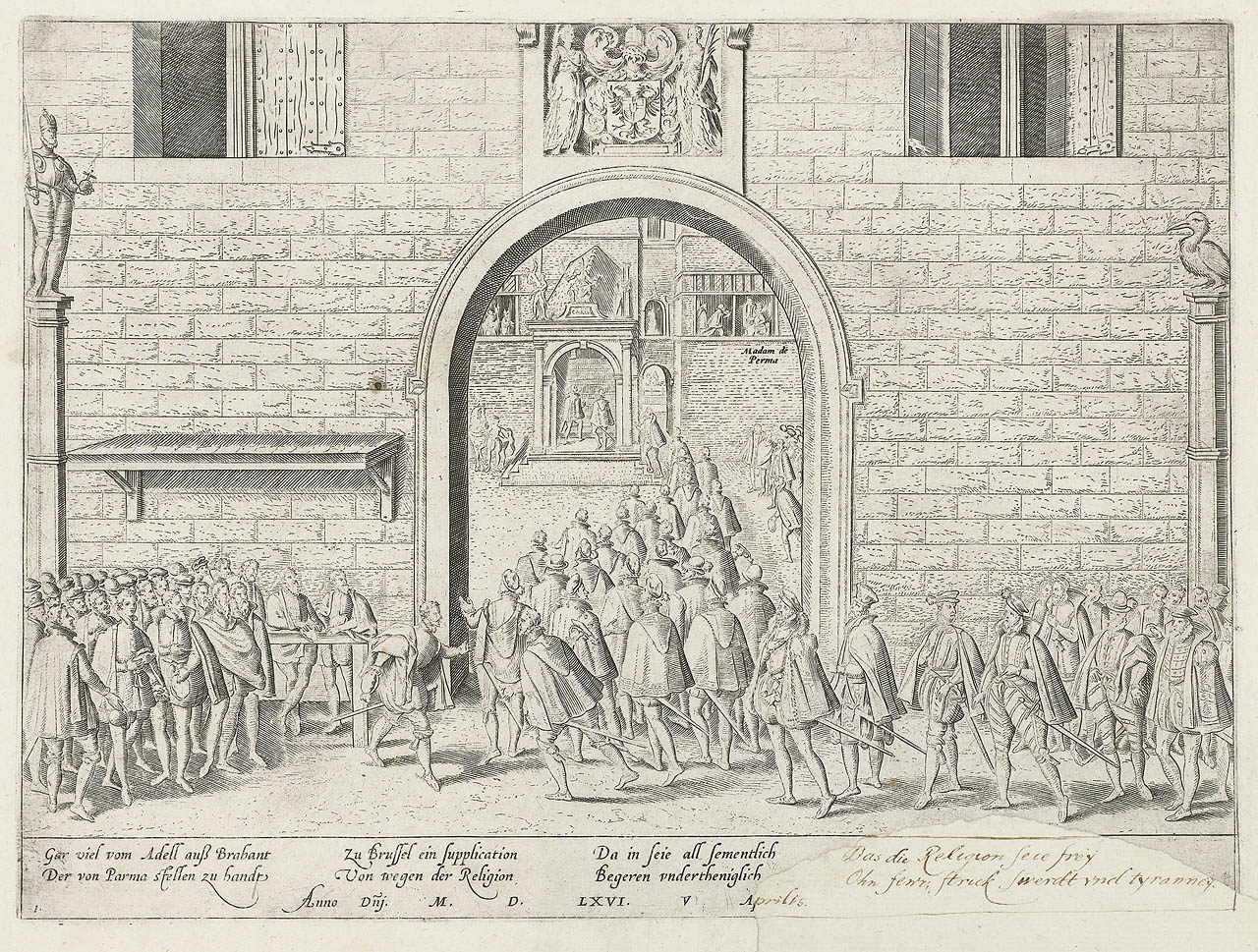
Aanbieding van het Smeekschrift der Edelen, door Frans Hogenberg.

Door de oorlog met Frankrijk in de jaren vijftig van de zestiende eeuw en de hoge belastingen om die oorlog te financieren, werd het onrustig in de Nederlanden. Deze onrust hield aan na de vrede met Frankrijk in 1559. Met de Transactie van Augsburg in 1548 en de Pragmatieke Sanctie in 1549 had keizer Karel V de Nederlandse gewesten samengevoegd. In 1556 trad hij af en droeg de gebieden over aan zijn zoon Filips II, aan wie hij tevens de Spaanse koningstitel gaf. Filips regeerde vanuit Spanje en maakte zijn halfzus Margaretha van Parma landvoogdes van de Nederlanden, vanaf dan bekend als de Spaanse Nederlanden. Zij werd omringd door een aantal hoge edelen als adviseurs, onder wie Willem van Oranje. Ondanks de inquisitie nam het protestantisme toe, ook onder de edelen. In een poging godsdienstvrijheid af te dwingen en de inquisitie af te schaffen, verenigden zich in 1566 tweehonderd edelen uit de Lage Landen, en boden het zogenaamde Smeekschrift der Edelen aan de landvoogdes aan. De inquisitie werd daarop door Margaretha opgeschort, en er kwam een verdere opleving van het protestantisme. In augustus 1566 vond de Beeldenstorm in de Nederlanden plaats. Die leidde tot een door de Habsburgers neergeslagen opstand.
Filips II zond Fernando Álvarez de Toledo, de hertog van Alva, met een leger van 10.000 soldaten naar de Zeventien Provinciën. Alva richtte de Raad van Beroerten op om de verantwoordelijken voor de opstand en andere ketters te straffen. Veel van hen waren gevlucht naar de Duitse staten, zoals Willem van Oranje, maar toch werden vele duizenden anderen vervolgd, onder wie de populaire en invloedrijke graven Egmond en Horne, die in Brussel werden onthoofd. Om de hoge legerkosten te financieren, werden door Alva in 1569 drie nieuwe belastingen ingevoerd, waarvan de tiende penning de meest gehate was. Dit verzwakte de positie van de Spaanse Kroon in de Nederlanden. Bij toeval werd in 1572 Den Briel ingenomen door de Watergeuzen. Den Briel werd een steunpunt vanwaar andere steden in Holland en Zeeland, al dan niet met geweld, werden overgehaald zich bij de Opstand aan te sluiten. Een revolutionaire daad was de Eerste Vrije Statenvergadering van Holland die gehouden werd op 19 juli in Dordrecht. Tegelijkertijd viel Lodewijk van Nassau met een leger het zuiden binnen. Het oosten van de Nederlanden werd binnengevallen door de graaf Van den Bergh. Veel stedelijke bestuurders die loyaal waren aan de landsheer vluchtten onder druk van de bevolking. Sommige koningsgezinde stadsbesturen weerstonden de druk van de protestanten doordat de schutterijen die in de steden de openbare orde bewaakten, veelal loyaal waren aan de regering in Brussel.

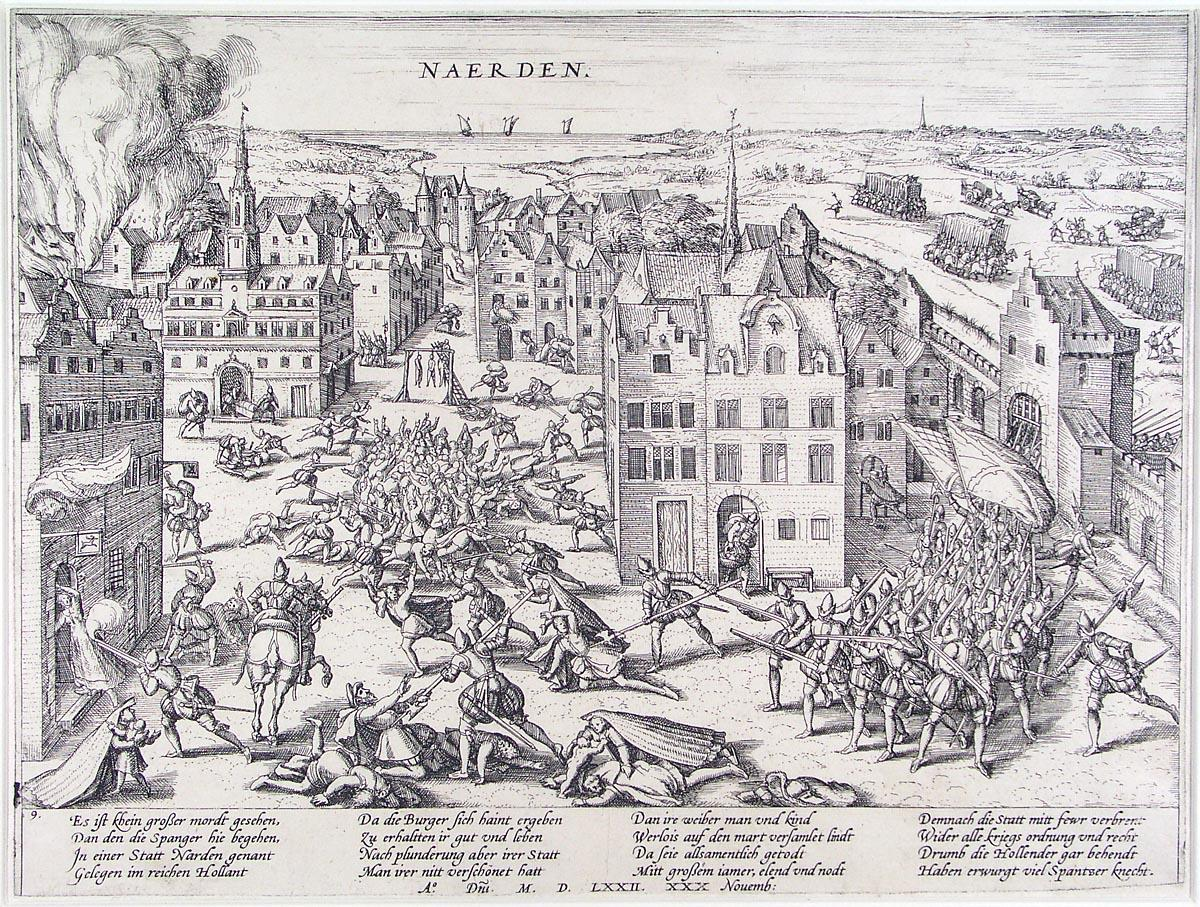
Bloedbad van Naarden in 1572.

Om de opstand te breken, rekende Alva hard af met opstandige steden. De Franse filosoof Voltaire zou dit later duiden als een barbaarse manier van handelen, zoals de Spanjaarden dit gewend waren te doen in Midden- en Zuid-Amerika. Zo liet Alva honderden inwoners van Zutphen en vrijwel de complete bevolking van Naarden ombrengen. Later werd Haarlem door de Spanjaarden veroverd, en werd tevergeefs geprobeerd Leiden en Alkmaar in te nemen.
Vooral het Ontzet van Leiden wordt beschouwd als een ommekeer in de sfeer tegen de Spanjaarden. In 1574 verkeerden de opstandelingen in een wanhopige toestand en zij besloten het zuidelijk deel van Holland te inunderen (onder water zetten) door het doorsteken van de dijken van de Maas en de Hollandse IJssel en honderden polderdijken. Pas na regen en een zuidwester storm kwam het water tot vlak bij Leiden en kon de geuzenvloot varend de Spaanse troepen verdrijven. Het Spaanse invasieleger trok zich terug uit Holland en alleen Amsterdam, Haarlem, en Utrecht bleven koningsgezind.
In 1575 werden in Breda onderhandelingen gehouden over een mogelijke vrede. Voorwaarden die de opstandelingen eisten - godsdienstvrijheid en beperkte macht van de landsheer - werden niet ingewilligd. Hierdoor werd geen compromis gesloten. Door het bankroet van Spanje in 1576 en het uitblijven van soldij sloeg het leger van de landsheer aan het muiten en plunderde daarbij op 4 november 1576 Antwerpen (bekend als de Spaanse Furie) en andere steden. De gewesten van de Nederlanden, uitgezonderd Namen, Luxemburg en een deel van Limburg, sloten uit angst voor de plunderingen de Pacificatie van Gent, waarin zij overeenkwamen de (zogenaamd) Spaanse troepen te verdrijven en een eigen voorlopige regering te vormen, de Staten-Generaal. Desondanks bleven de gewesten de soevereiniteit van Filips II erkennen terwijl tegelijk Willem van Oranje door de Staten-Generaal erkend werd als stadhouder van Holland en Zeeland. Tevens bepaalden de Staten-Generaal dat het protestantisme in Holland en Zeeland beleden mocht worden, dat de overige gewesten officieel rooms-katholiek bleven en dat protestanten er niet vervolgd werden. De door Filips II aangewezen landvoogd Juan van Oostenrijk werd door de Staten-Generaal erkend mits hij de Pacificatie van Gent zou erkennen. Don Juan tekende vervolgens in februari 1577 het Eeuwig Edict (inhoudende dat zijn troepen de Nederlanden grotendeels zouden verlaten), maar besloot al in juli zich er niet aan te houden, omdat zijn macht erdoor zou afnemen, alsook vanwege de groeiende verdeeldheid tussen de gematigde en radicale opstandelingen in het zuiden. Daarop zetten de gewesten, op Luxemburg en Namen na, de strijd tegen de koning voort.

## Ontstaan van de Republiek

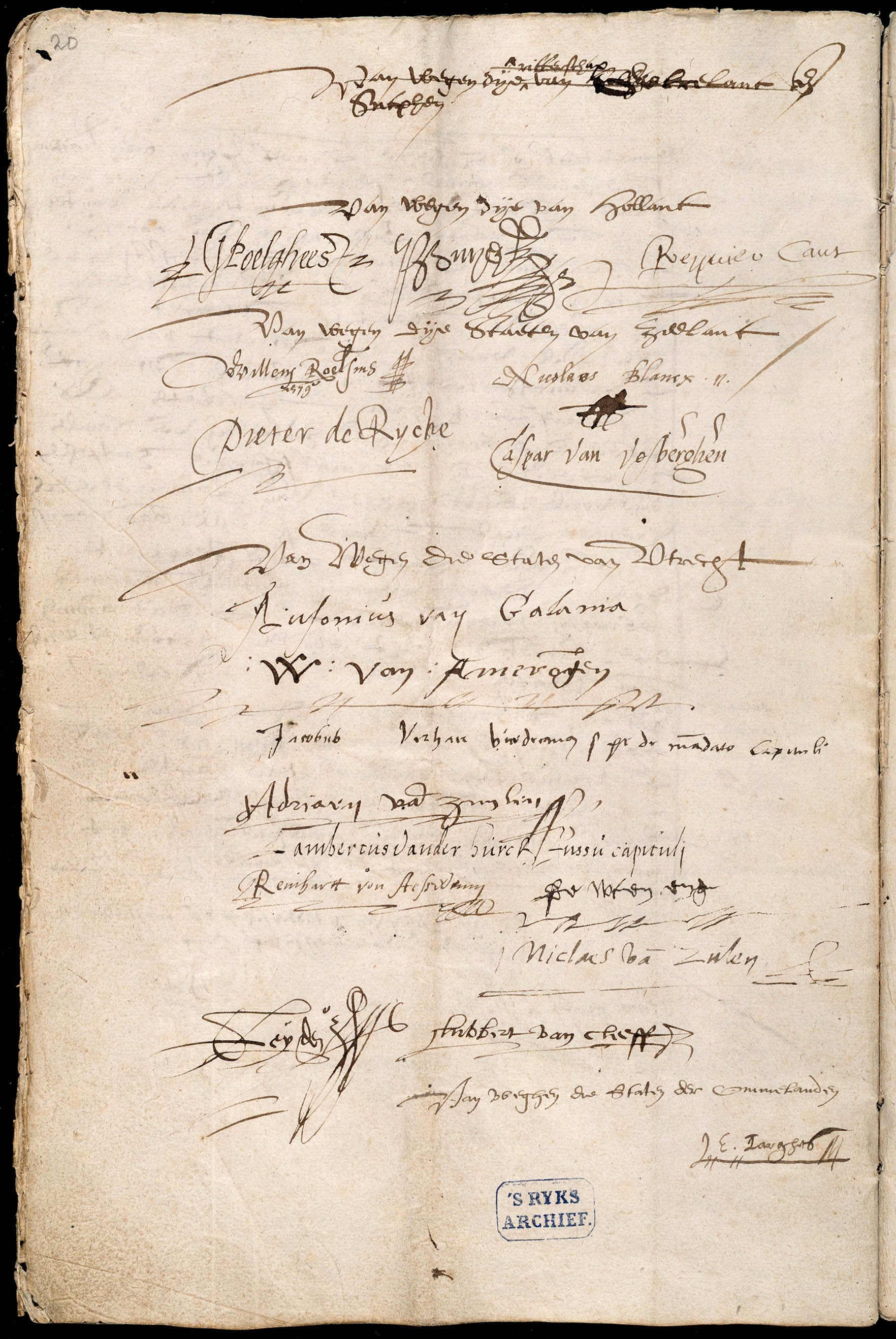
De laatste pagina van de Unie van Utrecht bevat handtekeningen van ondertekenaars van het verdrag.

Willem van Oranje probeerde de tweedeling tussen het noorden en zuiden gelijk te strijken, maar hij was hierin weinig succesvol. Ondanks de Nederlandse Opstand was het noorden voor een groot deel protestants. Het zuiden daarentegen bleef, gesteund door de adel en de patriciërs, voornamelijk rooms-katholiek. Toch probeerde Willem religievrede te bewerkstelligen, waarbij zowel de protestanten als de rooms-katholieken vrij hun geloof konden belijden. De Staten-Generaal in Brabant probeerden hun macht boven de grote rivieren te vergroten, maar slaagden daar niet in, terwijl de noordelijke gewesten de Hollandse invloedssfeer binnen dreven.
De noordelijke gewesten voelden zich bedreigd door naderende Spaanse troepen. Deze gewesten wilden meer samenwerken op militair en politiek gebied in een 'Nadere Unie'. De tekst van dit verdrag moest door ieder gewest geaccepteerd worden en leidde tot veel onrust. Acceptatie zou er namelijk op neerkomen dat de Hollandse – calvinistische – lijn meer gevolgd zou worden, en dat er slechts één geloof in een gewest getolereerd mocht worden. Daarmee zou het gedaan zijn met de religievrede. Uiteindelijk werd op 23 januari 1579 de Unie van Utrecht getekend door de afgevaardigden van de gewesten Holland, Zeeland, Utrecht, de Ommelanden, en de ridderschappen van de Arnhemse en Zutphense kwartieren. Het Nijmeegse kwartier tekende het verdrag in februari, het Arnhemse kwartier in maart. In augustus 1579 tekende na tegenstribbelingen ook Friesland de Unie. Drenthe tekende in april 1580, en Overijssel - lange tijd verdeeld - tekende ook in dat jaar. De stad Groningen sloot zich niet aan, vanwege haar anti-Hollandse houding. In de zuidelijke Nederlanden sloten steden als Antwerpen, 's-Hertogenbosch, Gent, en Breda zich aan bij de Unie, hoewel de gewesten als geheel dat niet deden. De Waalse gewesten hadden zich inmiddels aangesloten bij de Unie van Atrecht (het huidige Arras in Noord-Frankrijk) en wilden verzoenen met Spanje.

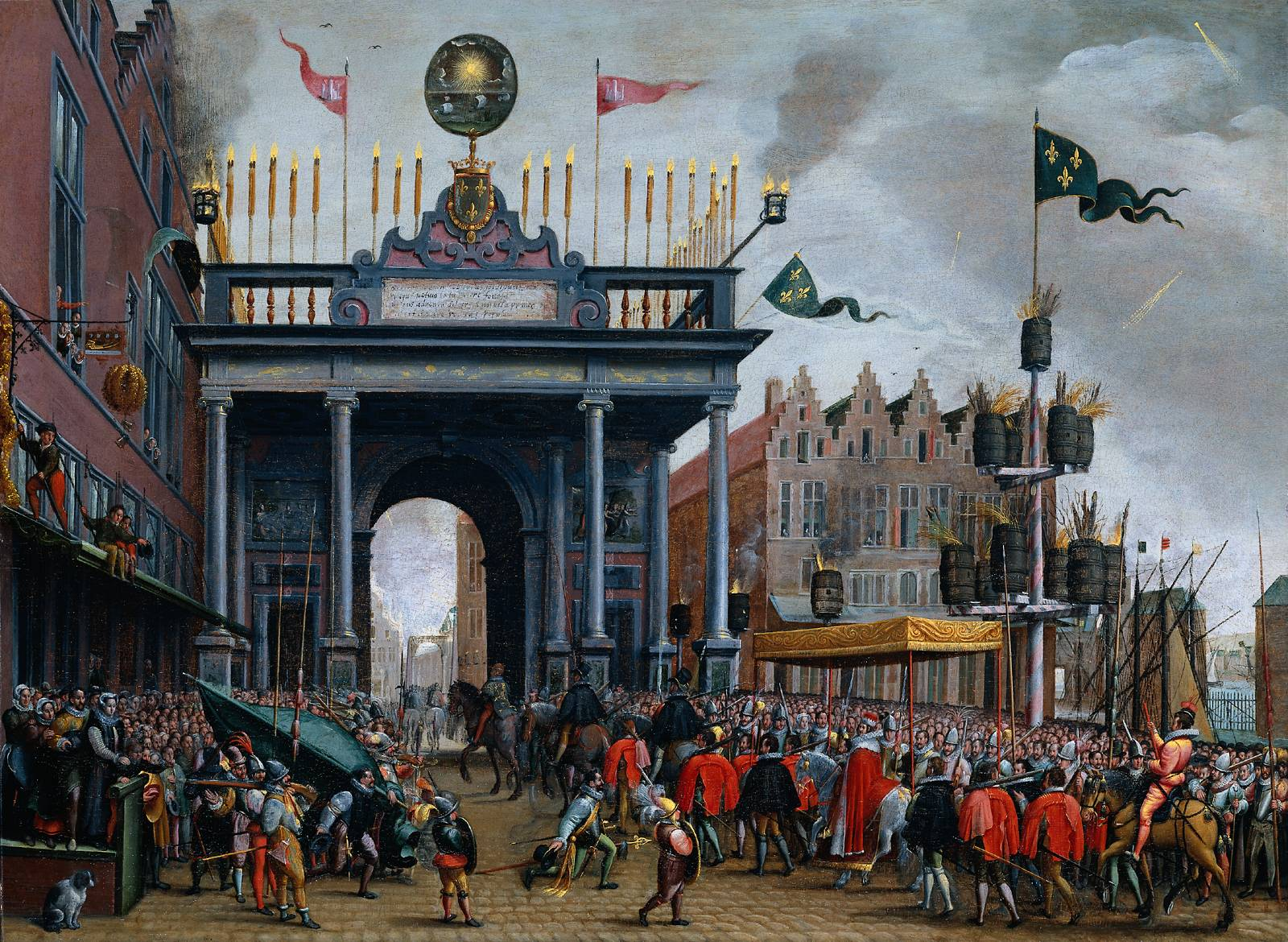
De aankomst van de hertog van Anjou in 1581 langs de triomfboog van de Sint-Janspoort in Antwerpen.

Om steun te krijgen van het buitenland voor de opstand besloten de Staten-Generaal de soevereiniteit over te dragen aan de jongere broer van de Franse vorst, de hertog van Anjou. In 1581, toen Van Anjou in Antwerpen was aangekomen, werd hij uitgeroepen als vorst en heer der Nederlanden. In juli van dat jaar werd de Spaanse koning afgezworen door middel van het Plakkaat van Verlatinghe. De nieuwe commandant van het Spaanse leger, Parma, rukte in het zuiden en oosten van de Nederlanden steeds verder op, en Anjou – gefrustreerd door zijn beperkte macht – pleegde in 1583 een coup in Brabant en Vlaanderen. Die mislukte, waarna zijn positie onhoudbaar was geworden. Hij vertrok daarop naar Frankrijk. Met de naderende Spaanse troepen in het zuiden verlieten de Staten-Generaal Antwerpen om neer te strijken in Den Haag. Ook Willem van Oranje verliet Brabant en vertrok voorgoed naar Delft, waar hij in 1584 werd vermoord door de rooms-katholiek Balthasar Gerards, nadat eerstgenoemde in 1580 vogelvrij was verklaard door Filips II. Doordat Antwerpen belegerd werd was Holland het machtscentrum geworden in de Nederlanden.
Het koninklijke leger heroverde geleidelijk de Zuidelijke Nederlanden. Na een beleg van een jaar moest de Republiek in juli 1585 Antwerpen als grootste stad opgeven. Meer dan helft van de Antwerpenaars week uit naar het noorden. Omwille van de dreiging besloten de Staten-Generaal in dat jaar steun te vragen aan koningin Elizabeth I van Engeland. Net als de daarvoor benaderde Franse koning Hendrik III weigerde zij de aangeboden soevereiniteit. Wel wilde zij de Republiek steunen in ruil voor zeggenschap in het bestuur, en benoemde zij Robert Dudley, graaf van Leicester, als politieke en militaire leider. Na het ondertekenen van het eerste verdrag dat de Verenigde Nederlanden met een land sloten, het verdrag van Nonsuch op 20 augustus 1585, was de Republiek een protectoraat van Engeland geworden. De komst van Leicester en zijn manier van werken zaaide verdeeldheid in de Republiek. Tussen Holland en Leicester ontstonden continu conflicten, en ook in andere gewesten stonden de pro-Hollandse en de pro-Engelse partijen tegenover elkaar. Het wangedrag van de Engelse soldaten in de steden zorgde voor tegenstand van de bevolking. De druk vanuit de bevolking was zo groot dat enkele Engelse garnizoenen zich overgaven aan de Spanjaarden, waarmee steden als Deventer en Zutphen in Spaanse handen kwamen. Toen Leicester in 1586 tijdelijk naar Engeland vertrok, greep Holland de kans om de verloren macht naar zich toe te trekken. Nadat Leicester was teruggekeerd, probeerde hij door een militaire coup de macht terug te krijgen. Dit mislukte, waarna hij in december 1587 voorgoed terugkeerde naar Engeland. In 1588 werd, op basis van de Deductie Van Vrancken, besloten de soevereiniteit niet meer aan een vorst te laten, maar aan de Staten. Hiermee was de Republiek een feit.

## Vroege Gouden Eeuw

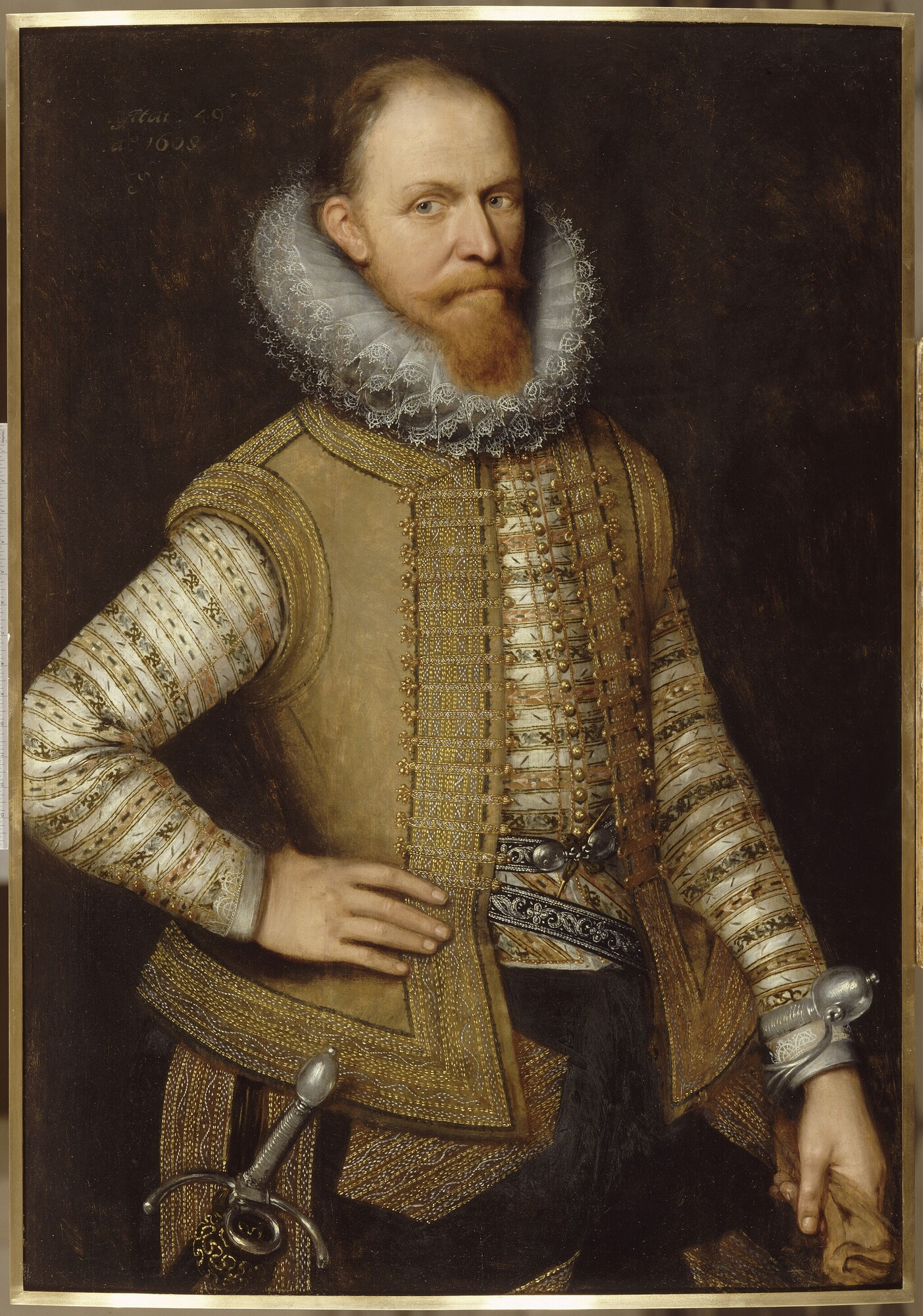
Onder het militaire leiderschap van Maurits en het politieke van Van Oldenbarnevelt werden de Spanjaarden in de Tien Jaren verdreven uit het noorden en oosten van de Republiek.

Doordat Spanje in oorlog was met Frankrijk, en Filips II zijn militaire middelen in de zuidelijke Nederlanden inzette in Frankrijk, kreeg de Republiek kans om op sterkte te komen. Naast de adempauze die de Republiek kreeg, floreerden ook de handel, de scheepvaart, en de steden. De financiële positie van Holland werd verder verstevigd door hervormingen op belastinggebied en met leningen in de vorm van gemenelandsrenten. De verhoogde kredietwaardigheid van Holland die deze financiële revolutie veroorzaakte, zou volgens James Tracy hebben bijgedragen aan de transformatie van de Staten van Holland van vertegenwoordigend naar politiek lichaam. In ieder geval maakte de financiële situatie het mogelijk om het leger in grootte en in kwaliteit te verbeteren; het leger van de Republiek was na dat van Spanje het grootste en meest geavanceerde van Europa. Het was ook in deze tijd dat onder Maurits van Oranje een groot aantal steden werd veroverd. De veroveringen brachten grote schade toe aan het Spaanse prestige in de noordelijke Nederlanden. Dit militaire succes was alleen mogelijk door de samenwerking met de bekwame Hollandse landsadvocaat Johan van Oldenbarnevelt, die in staat was steun te krijgen van de doorgaans verdeelde Staten-Generaal.
De kleine gewesten waren intern instabiel en lagen onderling voortdurend in conflict. Het enige gewest dat door zijn overwicht wat stabiliteit kon brengen was Holland. In april 1594 werden de Ommelanden de zevende stemhebbende provincie in de Staten-Generaal van de Republiek. Na het beleg van Groningen in 1594 werd Groningen opgenomen in de Unie, en maakte het met de Ommelanden deel uit van de provincie Stad en Lande; de zuidoostelijke streken, niet behorende tot de Ommelanden, waren toen nog grotendeels ontoegankelijke hoogveengebieden. Ook Drenthe wilde graag stemrecht krijgen in de Staten-Generaal, maar kreeg dit niet vanwege het geringe bevolkingsaantal, de relatieve armoede, en omdat Holland geen macht wilde kwijtraken. Wel werd Drenthe als een volwaardige staat beschouwd en had het een eigen Statenvergadering en stadhouder.
Na de Vrede van Vervins tussen Spanje en Frankrijk in mei 1598 en de dood van Filips II in hetzelfde jaar, werden de gehoorzame landsdelen overgedragen aan zijn dochter, Isabella, en dier man, de Oostenrijks-Habsburgse aartshertog Albrecht. Hoewel de gebieden waren overgedragen, behield Spanje er wel zijn leger, dat werd betaald door Spanje, en waarvan de soldaten trouw waren aan de Spaanse koning. De zuidelijke Nederlanden bleven hiermee in feite Spaans bezit. Vanwege de grote staatsschuld van Spanje wilden de aartshertogen en de Spaanse koning in 1599 vrede met de Republiek. Deze vredesbesprekingen hadden geen kans van slagen, omdat geen van de beide partijen bereid was tot concessies. Het Spaanse leger was door de slechte financiën van Spanje niet meer zo krachtig, wat de Republiek de kans gaf om diep in Vlaanderen een aanval uit te voeren op de Duinkerker kapers. Dit plan werd goedgekeurd door Van Oldenbarnevelt, terwijl stadhouder Willem Lodewijk vanwege de grote risico's tegen was. De twijfelende Maurits besloot toch met het leger naar Duinkerke te trekken, maar stuitte bij Nieuwpoort op het Spaanse leger. De Slag bij Nieuwpoort die erop volgde werd met moeite gewonnen door Maurits. Door het grote risico dat genomen was - een nederlaag had kunnen leiden tot een ondergang van de nieuwe Republiek - botsten Maurits en Van Oldenbarnevelt, waardoor hun relatie bekoelde.
De eerste jaren na de Slag bij Nieuwpoort bleef de situatie gelijk, maar na de verovering van het laatste protestantse bolwerk in Vlaanderen, Oostende, na een beleg van drie jaar, stootte Spinola door in het oosten van de Republiek, en veroverde daarbij een aantal steden. Deze Spaanse doorbraak veroorzaakte grote paniek in de Republiek, en Maurits kon een aantal steden heroveren. Groenlo was te sterk om ingenomen te worden, en wat volgde was een patstelling, die leidde tot een wapenstilstand en uiteindelijk tot het ondertekenen van het Twaalfjarig Bestand in 1609.

### Twaalfjarig Bestand
In eerste instantie gingen de onderhandelingen niet over een wapenstilstand, maar over een vrede tussen beide partijen en het erkennen van de onafhankelijkheid van de Verenigde Nederlanden. In ruil voor erkenning wilde Filips III dat de pas opgerichte VOC zou stoppen met haar activiteiten in Afrika en Azië. Hij zag de VOC als een grote bedreiging voor de Spaanse handelspositie. De Republiek wilde op dit punt niet toegeven. Om toch iets te bereiken, werd er een twaalfjarige wapenstilstand afgesproken van 1609 tot 1621, op voorwaarde dat er geen West-Indische tegenhanger van de VOC opgericht zou worden.

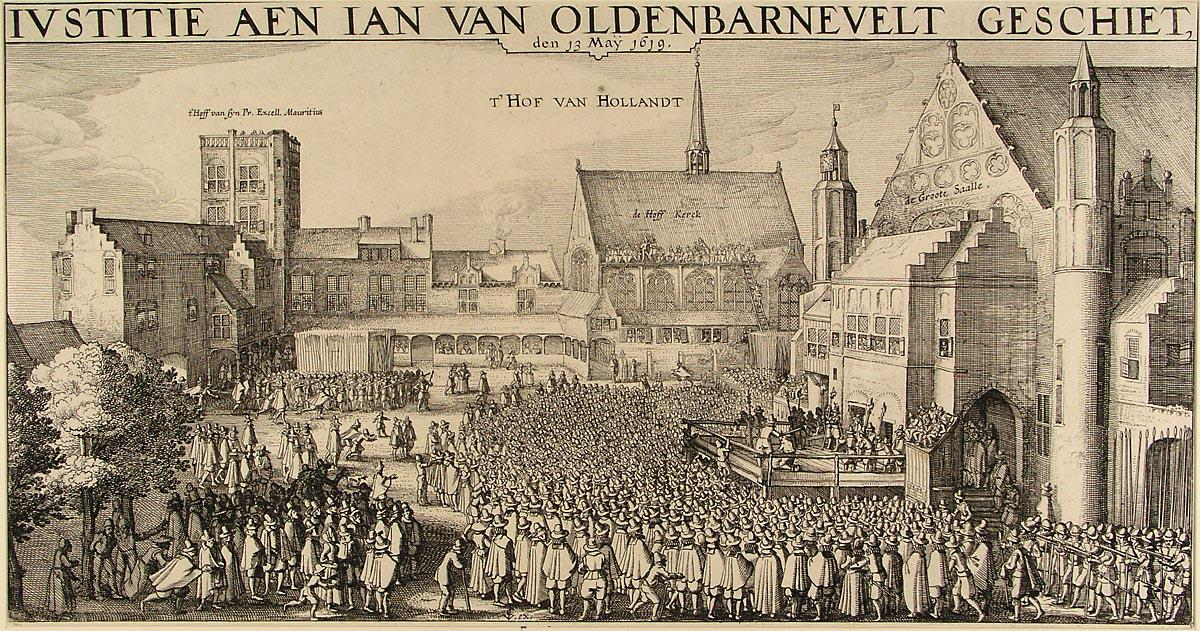
De terechtstelling van Johan van Oldenbarnevelt in Den Haag.

Gedurende het bestand bleven er spanningen, maar beide partijen meden een gewapende confrontatie. Hoewel het op militair gebied rustiger was, was dat allerminst het geval in de maatschappij. De Republiek raakte in een tweedeling tussen twee stromingen in de publieke kerk, de remonstranten en de contraremonstranten. Onder de aanhangers van de remonstranten waren de meeste Hollandse stadsbesturen, intellectuelen; onder wie Hugo de Groot en de landsadvocaat Van Oldenbarnevelt. Doordat de meeste stadsbesturen remonstrants waren, stelden zij alleen remonstrantse predikanten aan. Op het platteland, waar de regenten geen macht konden uitoefenen, waren juist veel contraremonstranten actief. De contraremonstranten kregen steeds meer aanhang, en ook de stadhouder prins Maurits stond aan hun zijde. Door de toenemende druk op de remonstrantse stadsbesturen stelden zij in naam van de Staten van Holland waardgelders aan om de remonstrantse steden te beschermen tegen contraremonstrantse aanhangers. Omdat dit ongrondwettig zou zijn, oefende Maurits via de Staten-Generaal, die op Holland en Utrecht na volledig contraremonstrants waren, druk uit om de huurlingen te ontbinden. De waardgelders werden onder druk ontbonden, en remonstrantse stadsbesturen, de provinciale Staten, en andere organisaties werden gezuiverd. Leidende figuren van de remonstrantse beweging werden gearresteerd. Van 13 november 1618 tot 29 mei 1619 werd de Synode van Dordrecht gehouden, waar door theologen van contraremonstrantse zijde de remonstrantse leer werd veroordeeld. Op 12 mei 1619 werd Van Oldenbarnevelt schuldig bevonden aan hoogverraad en ter dood veroordeeld. Hugo de Groot en Hogerbeets werden veroordeeld tot een levenslange gevangenisstraf. Na de machtsovername was Maurits de nieuwe leidende persoon van de Republiek.
Tijdens de wapenstilstand tussen de Verenigde Nederlanden en Spanje, brak in Duitsland de Dertigjarige Oorlog uit tussen protestantse en rooms-katholieke staten. Omdat protestantse bondgenoten voor het voortbestaan van de Republiek belangrijk waren, werden die door de Republiek gesteund met geld, materiaal en manschappen. Spanje steunde de rooms-katholieke staten. Zo werd de strijd indirect voortgezet in Duitsland.

### Hervatting van de oorlog en de Vrede van Münster
De strijd tussen de Republiek en Spanje werd met het aflopen van het Twaalfjarig Bestand in 1621 hervat. Vanaf die tijd begon ook een economische neergang door onder andere het opnieuw invoeren van handelsembargo's, opvoeren van blokkades van grote rivieren, en aanvallen door kapers. Naast de economische teruggang moesten de belastingen worden verzwaard om het eigen leger te versterken. De crisis werd verergerd doordat de Republiek geen financiële steun meer kreeg van Frankrijk en Engeland. In 1624 belegerde Spanje de goed verdedigde stad Breda. Op dat moment was prins Maurits erg ziek. Hij overleed uiteindelijk in april 1625 in Den Haag. Twee maanden later werd Breda ingenomen door Spanje. Omdat ook Spanje in een slechte financiële situatie verkeerde, werd het leger na de inname van Breda ingekrompen, en werd er voor een verdedigende strategie gekozen. Frederik-Hendrik volgde zijn halfbroer Maurits op als stadhouder en legeraanvoerder.
In tegenstelling tot Maurits koos Frederik-Hendrik geen partij tussen de remonstranten en de contra-remonstranten. Hij streefde meer naar evenwicht. Zodoende konden remonstranten weer positie nemen in de stadsbesturen en in de Staten.

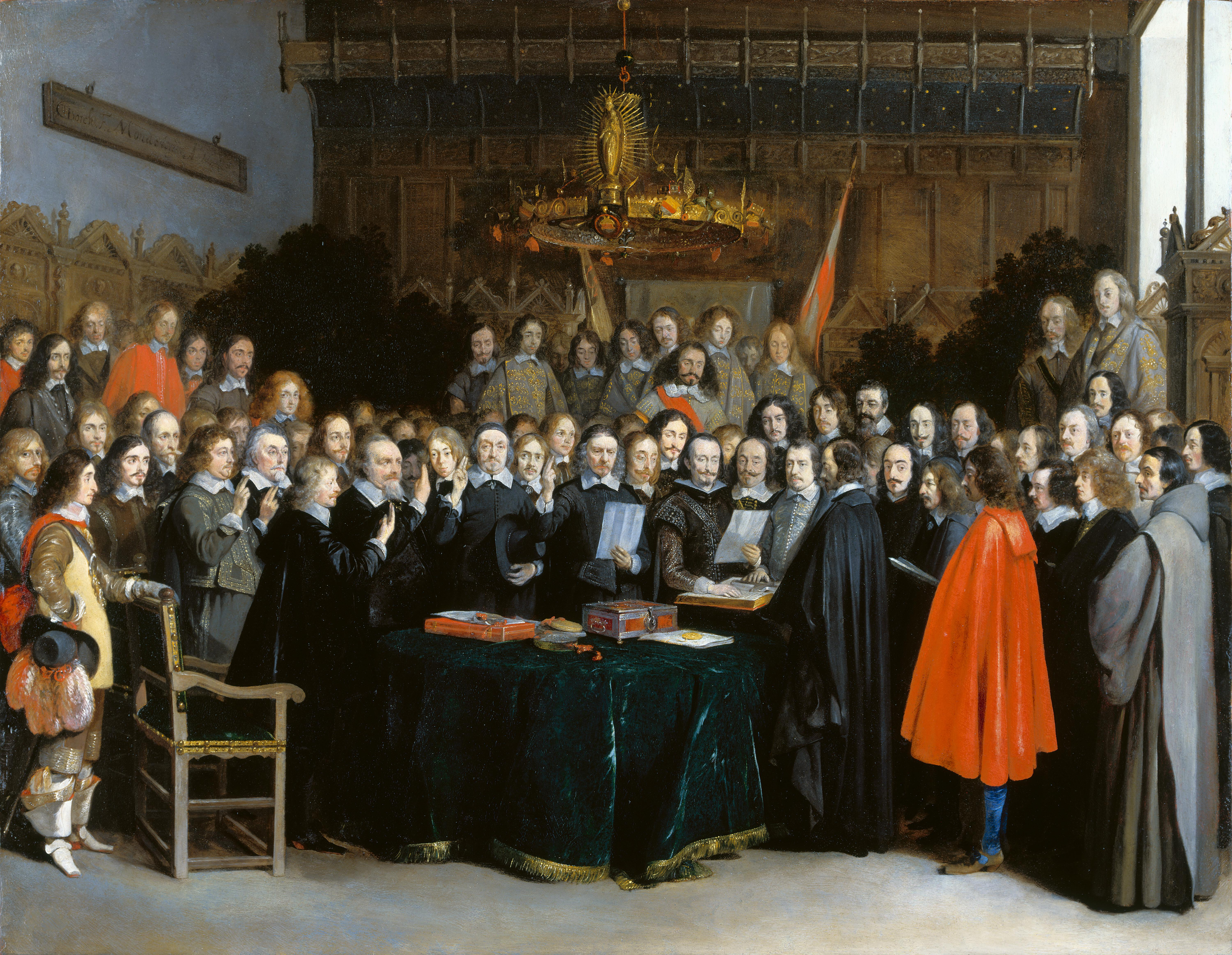
Met de Vrede van Münster in 1648 kwam een einde aan de Tachtigjarige Oorlog.

In 1625 verklaarde Engeland de oorlog aan Spanje en kreeg de Republiek steun van Engelse troepen. Onder andere door de verovering van de zilvervloot door Piet Hein verbeterde de financiële situatie van de Republiek, waar die van Spanje verslechterde. Het Spaanse leger werd ingekrompen waar dat van de Republiek werd uitgebreid. Spanje raakte in een nieuw conflict met Frankrijk over de opvolging in Mantua. Vooral de strijd tussen Spanje en Frankrijk om de opvolging in Mantua was belangrijk voor de Republiek, omdat die ervoor zorgde dat Spanje veel geld en manschappen in Italië moest inzetten in plaats van in de Nederlanden.
In 1629 veroverde Frederik-Hendrik 's-Hertogenbosch. Spanje wilde vervolgens graag een nieuwe wapenstilstand, maar door de politieke verdeeldheid in de Republiek ging dat niet door. In 1632 werden tijdens de veldtocht langs de Maas door Frederik-Hendrik onder andere de steden Roermond, Venlo, en Maastricht veroverd. Om tegemoet te komen aan de rooms-katholieke bevolking in deze steden, mocht die er vrij haar geloof belijden. Wel moest in iedere stad één kerk afgestaan worden aan de protestanten. Opnieuw wilde Spanje praten over vrede, maar ook deze onderhandelingen mislukten door de politieke strubbelingen in de Republiek.
Uiteindelijk kwam het in de jaren veertig van de zeventiende eeuw tot vredesbesprekingen tussen Spanje en de Republiek der Verenigde Nederlanden, die in 1648 leidden tot de Vrede van Münster (onderdeel van de Vrede van Westfalen, waarmee ook de Dertigjarige Oorlog werd beëindigd). De nieuwe Republiek werd door de omliggende landen officieel erkend als zelfstandige natie, hoewel er bij het ingaan van het Twaalfjarig Bestand al sprake was van officieuze erkenning door meer staten.

## Late Gouden Eeuw

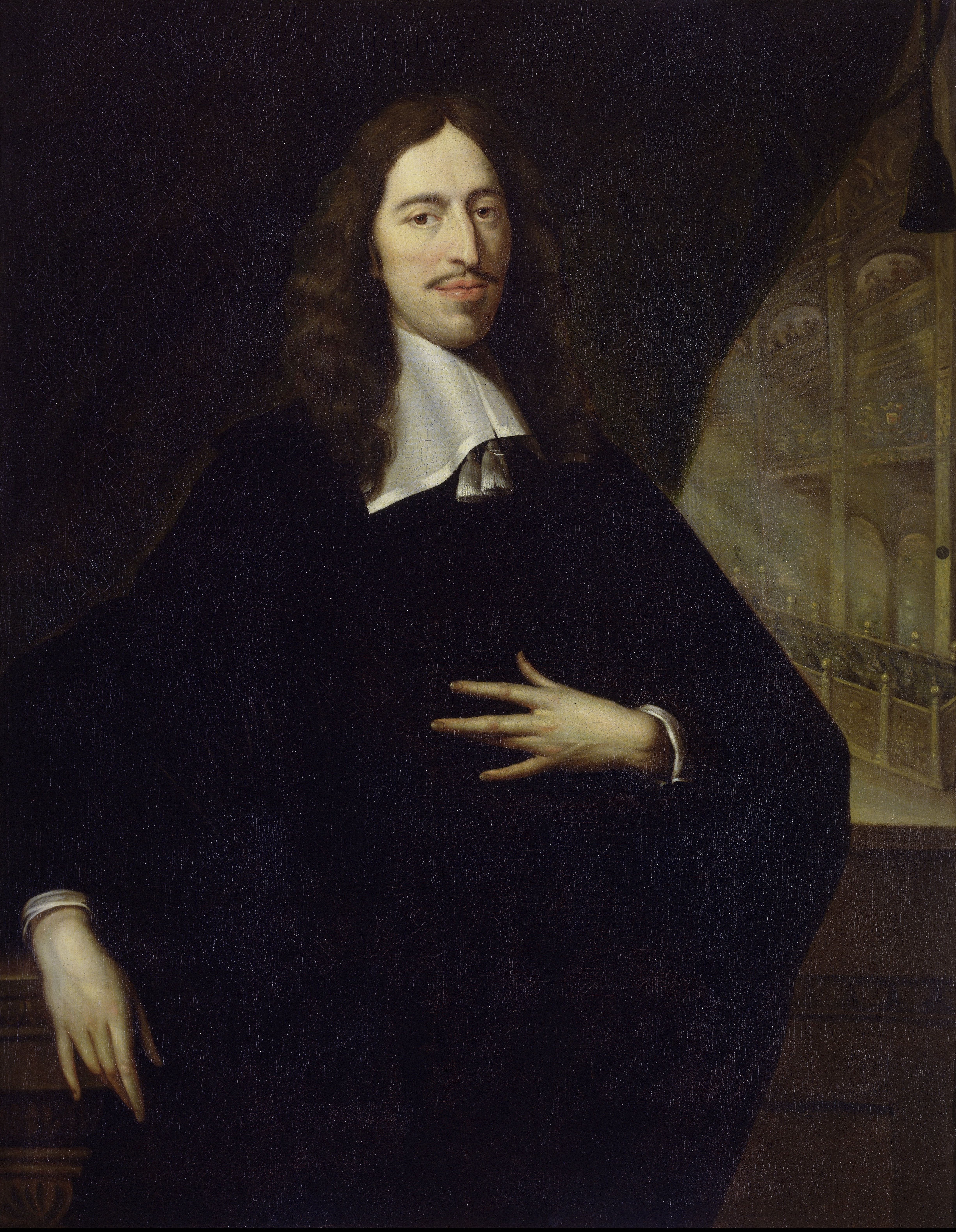
Johan de Witt was raadpensionaris van Holland en daarmee gedurende het Eerste Stadhouderloze Tijdperk de meest invloedrijke persoon van de Republiek.

### Eerste Stadhouderloze Tijdperk (1650-1672)
Gedurende het stadhouderschap van Willem II raakte de Republiek opnieuw in een politieke crisis. Onder Frederik-Hendrik kon de macht van het gewest Holland sterk groeien ten koste van de stadhouder. Na de Vrede van Münster moest het leger ingekrompen worden, maar Holland wilde het leger veel verder inkrimpen dan Willem II en de Staten-Generaal wilden. Toch besloot Holland eenzijdig tot het ontbinden van legeronderdelen. Dit was volgens de Staten-Generaal en stadhouder Willem II in strijd met het Unieverdrag, en het zou de veiligheid van het land in gevaar brengen. Daarop besloot Willem II met de stadhouder van Friesland, Willem Frederik, een coup te plegen door Amsterdam en Den Haag te bezetten en politieke kopstukken te arresteren. Zodoende trok Willem Frederik met een leger richting Amsterdam, maar voordat het daar aankwam, was het stadsbestuur al gewaarschuwd en werden de stadspoorten gesloten. In Den Haag werden zes regenten uit de Staten van Holland gearresteerd en vastgezet op Loevestein. Lang heeft deze staatsgreep niet geduurd, omdat Willem II al snel daarna, in november 1650, overleed aan koorts. Zijn enige zoon Willem III werd pas een week later geboren. Na de dood van Willem II brak dan ook het Eerste Stadhouderloze Tijdperk aan, een periode waarin geen stadhouder benoemd werd in de staten van Holland, Zeeland, Utrecht, Gelderland, en Overijssel. In Friesland bleef Willem Frederik stadhouder, en Groningen en Drenthe benoemden Willem Frederik als hun nieuwe stadhouder. Gedurende deze periode waren er voortdurend spanningen tussen Oranjegezinden, die wilden dat Willem III de nieuwe stadhouder moest worden, en republikeinen, die helemaal geen stadhouder wilden. Door deze spanningen waren de landsdelen intern instabiel en volgden ze veelal het beleid van Holland, waar raadpensionaris Johan de Witt grote invloed had.
De jaren na de Vrede van Münster verliepen voor een deel van de Nederlanden economisch erg voorspoedig. De zeer aanzienlijke aantallen immigranten (vluchtelingen) uit de Zuidelijke Nederlanden (met hun grote vakkennis en vaardigheden), en later ook de gevluchte Franse protestanten (de hugenoten), waren een zeer belangrijke impuls op sociaal, intellectueel, en economisch vlak. De handel op zee met andere gebieden groeide flink - dit ten koste van Engeland. Dit veroorzaakte ernstige economische teruggang in Engeland. Als reactie hierop nam het Engelse parlement de Akte van Navigatie aan om de eigen handel te beschermen. Deze nieuwe wet ging gepaard met kaperijen van Nederlandse schepen door Engelse piraten en de Engelse marine. Om de dominante positie in de wereldhandel niet te verliezen ging de Republiek in de tegenaanval, en in 1652 brak de Eerste Engels-Nederlandse Oorlog uit. Engeland won de strijd op de Noordzee, waarbij Maarten Tromp, de belangrijkste admiraal van de Republiek, sneuvelde. Om de handel niet nog meer te schaden werd er in 1654 vrede gesloten. Deze vrede nam de wrijving tussen de twee landen niet weg, en in 1665 brak er opnieuw een oorlog uit, de Tweede Engels-Nederlandse Oorlog. In deze oorlog vernietigde Michiel de Ruyter een groot deel van de Engelse vloot bij de tocht naar Chatham. Wel wisten de Engelsen Nieuw-Amsterdam (het huidige New York) op de Republiek te veroveren. De vredesbepalingen aan het einde van deze oorlog waren gunstig voor de Republiek. Zo mocht de Republiek het op de Engelsen veroverde Suriname houden en werden de Engelse Scheepvaartwetten versoepeld. Nieuw-Amsterdam bleef echter in Engelse handen.

### Hollandse Oorlog
Na de Vrede van Breda werd een Triple Alliantie (1668) gesloten met Engeland en Zweden. Koning Lodewijk XIV van Frankrijk zag dit met lede ogen aan. Om de alliantie te ontwrichten sloot Lodewijk een geheim bondgenootschap met de Engelse koning, het Verdrag van Dover. De bisschoppen van Keulen en Münster kreeg hij ook aan zijn kant. In april 1672 begon de Derde Engels-Nederlandse Oorlog en in mei van het rampjaar, begon de Hollandse Oorlog en werd de Republiek binnengevallen. Om de wind uit de zeilen van Willem III te halen had Johan De Witt het Staatse leger sterk verminderd. In de minderheid en slecht voorbereid, konden de Fransen makkelijk oprukken tot aan Holland, dat dankzij de Hollandse waterlinie veilig bleef. De inval veroorzaakte een hevige volkswoede richting de regenten, omdat door hun toedoen het leger in zo'n slechte staat zou zijn vervallen. Daarnaast verlamde de oorlog ernstig de handel. De woede resulteerde in het afzetten van regenten, de moord op de gebroeders De Witt, en het aanstellen van Willem III als stadhouder van Holland en Zeeland. Op zee werd de oorlog tegen Engeland gewonnen. In 1674 sloot de Republiek vrede met Engeland en de Duitse bisdomstaten. Met steun van Spanje en de Oostenrijkse keizer werd de oorlog tegen Frankrijk voortgezet. In 1678 werd in Nijmegen de vrede getekend.

### Glorieuze overtocht

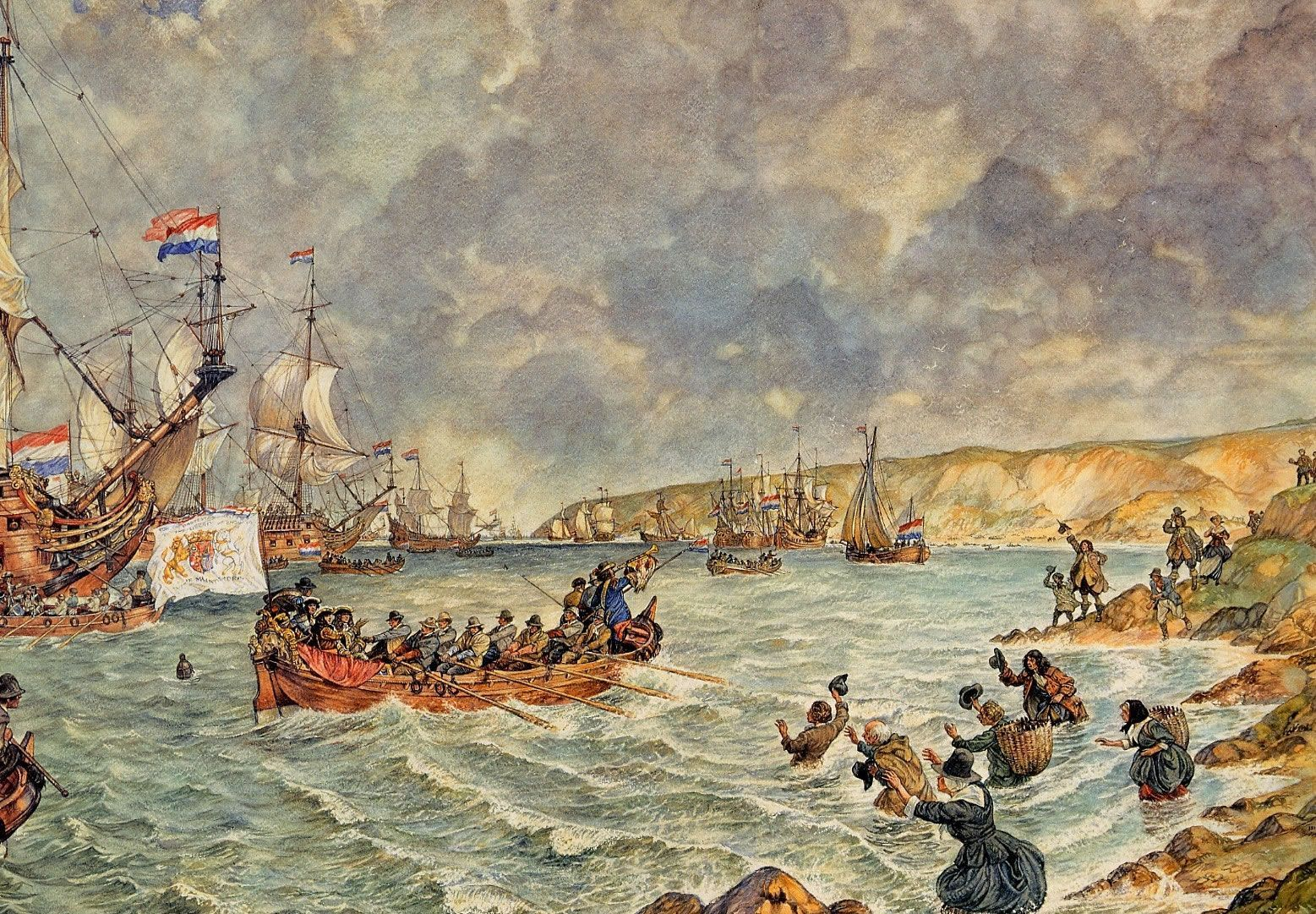
Willem III en zijn Nederlandse troepen landen in Brixham

De Franse koning Lodewijk XIV hield zich al snel na het tekenen van de vrede niet meer aan de voorwaarden en startte een nieuwe oorlog. In 1685 stierf Karel II van Engeland en werd opgevolgd door zijn katholieke broer Jacobus II, een bondgenoot van Lodewijk. In 1687 verhoogde Lodewijk weer de importheffingen, waaraan de Nederlandse handel veel schade ondervond. Hoewel de stadhouder vanwege deze provocaties graag de oorlog wilde verklaren aan Frankrijk, was de meerderheid in de Staten-Generaal tegen een oorlog, omdat die de handel nog verder zou schaden. Achter de schermen werd een plan voorbereid. De Engelse koning Jacobus II was zwak en niet populair, wat de mogelijkheid schiep om met een Staats leger Engeland binnen te vallen en de koning af te zetten. Hierna zou Engeland aan de kant van de Republiek tegen Frankrijk kunnen strijden. Dit plan werd goedgekeurd, en uiteindelijk begon in november 1688 een invasie waarbij een troepenmacht van meer dan 21,000 soldaten met 400 transportschepen, begeleid door 53 oorlogsschepen, het Kanaal werd overgezet. Na deze Glorieuze Overtocht vluchtte Jacobus naar Frankrijk en werd stadhouder Willem III de nieuwe koning. Bij de oorlog met Frankrijk die volgde, de Negenjarige Oorlog, kon Lodewijk niet verslagen worden. Wel moest hij de veroveringen van na 1678 afstaan en de hoge importtarieven schrappen.

## Verval

### Tweede Stadhouderloze Tijdperk (1702-1747)
Willem III overleed kinderloos in maart 1702. Hoewel hij de Friese stadhouder Johan Willem Friso als opvolger had aangewezen, werd er na zijn dood in Holland, Zeeland, Utrecht, Gelderland, en Overijssel wederom geen nieuwe stadhouder benoemd. Hiermee brak het Tweede Stadhouderloze Tijdperk aan. Johan Willem Friso verdronk op 14 juli 1711 toen zijn schip omsloeg op het Hollandsch Diep. Zijn zoon, Willem IV, zou zes weken later worden geboren.

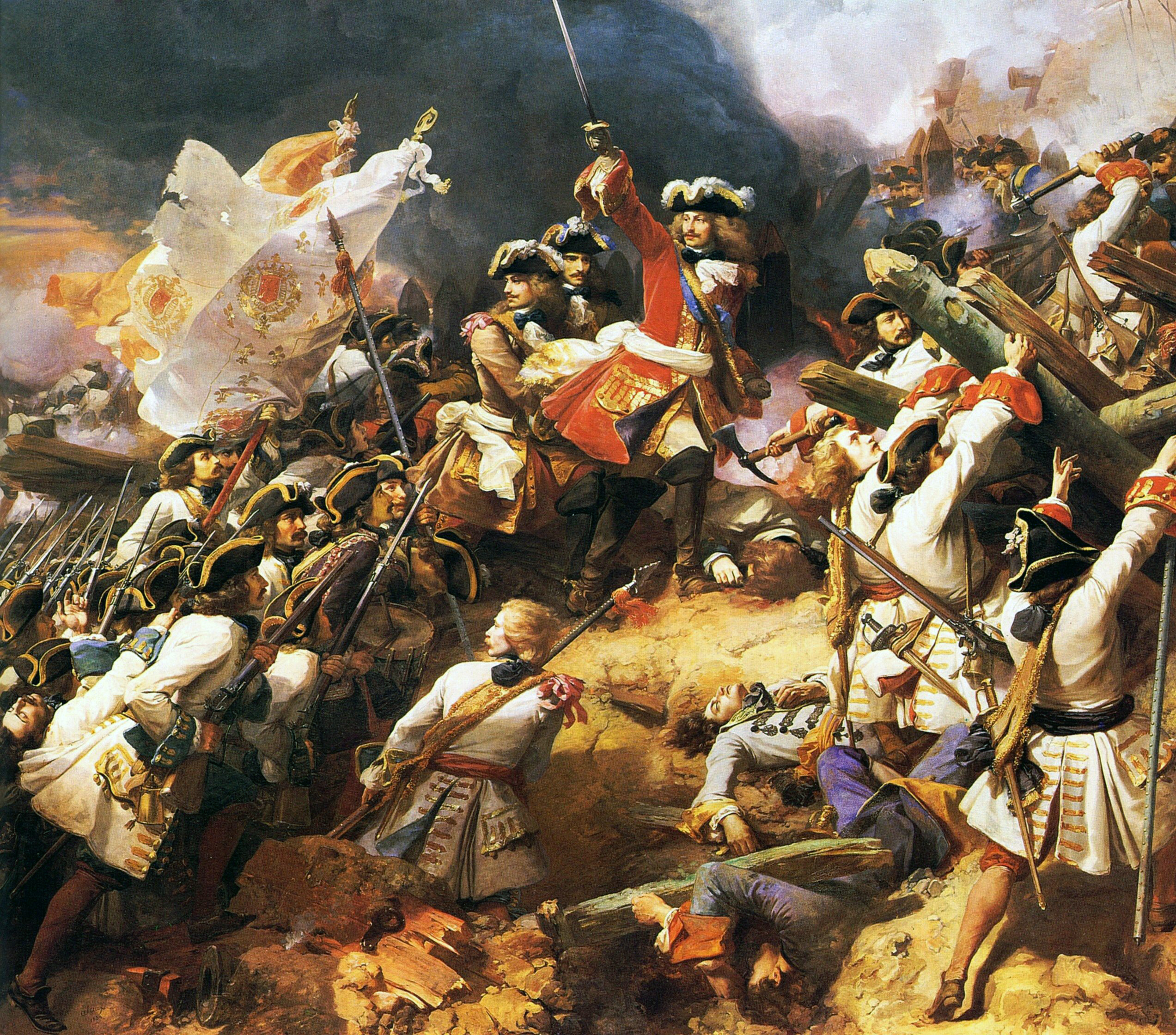
De Slag bij Denain

Twee jaar voor het overlijden van Willem III was de Spaanse koning, Karel II, overleden. Hij had geen nakomelingen, en in zijn testament had hij Filips van Anjou, de kleinzoon van de Franse koning Lodewijk XIV, aangewezen als opvolger. Hierdoor zou een machtig Frans-Spaans blok ontstaan, dat des te bedreigender was omdat men vreesde dat de handel met de Spaanse koloniën door de Fransen overgenomen zou worden. Een alliantie van de Oostenrijkse Habsburgers, met onder andere de Verenigde Nederlanden en Groot-Brittannië, trachtte tijdens de Spaanse Successieoorlog het Frans-Spaanse machtsblok te breken en aartshertog Karel als koning van Spanje te installeren. Toen Franse troepen de Spaanse Nederlanden binnentrokken, verdween de barrière tussen Frankrijk en de Republiek die de Republiek moest verdedigen. Gedurende de oorlog bracht de Republiek met 119.000 man het grootste leger uit haar bestaan op de been. Om dit te betalen moesten de Staten veel geld lenen. De hoge uitgaven aan het leger gingen ten koste van de uitgaven aan de marine, waardoor de Britten het overwicht op zee kregen. De eerste jaren van de oorlog leidden tot veel successen aan geallieerde zijde. Zo werden de Fransen uit de Spaanse Nederlanden verdreven, werd de strijd om de Middellandse Zee gewonnen, en boekte men successen in Castilië. Later werden de geallieerden weer uit Castilië verdreven en volgde er een patstelling. De Fransen begonnen vervolgens vredesonderhandelingen, die in 1713 leidden tot de Vrede van Utrecht. Filips van Anjou bleef aan als koning van Spanje, maar moest de Spaanse bezittingen in Nederlanden en Italië afstaan aan Oostenrijk.

### Orangistische revolutie
Na de vrede werden legereenheden ontbonden en de uitgaven voor het leger verminderd. Deze inkrimping betekende een definitieve breuk met het verleden; de Republiek was van een wereldmacht verworden tot een middelgrote mogendheid. Het raakte in een economische crisis. De handel met de koloniën stagneerde, de nijverheid in de steden ging achteruit, en de belastingen moesten worden verhoogd om de hoge schuld te kunnen terugbetalen. Dit veroorzaakte een ernstige malaise in de Republiek, en wakkerde de ontevredenheid van de bevolking over de regenten aan. Toen Willem IV in 1729 meerderjarig werd, werd hij uitgeroepen tot stadhouder van Friesland, Groningen, Drenthe, en Gelderland. Deze benoeming zorgde voor het feller worden van de strijd tussen republikeinen en orangisten.

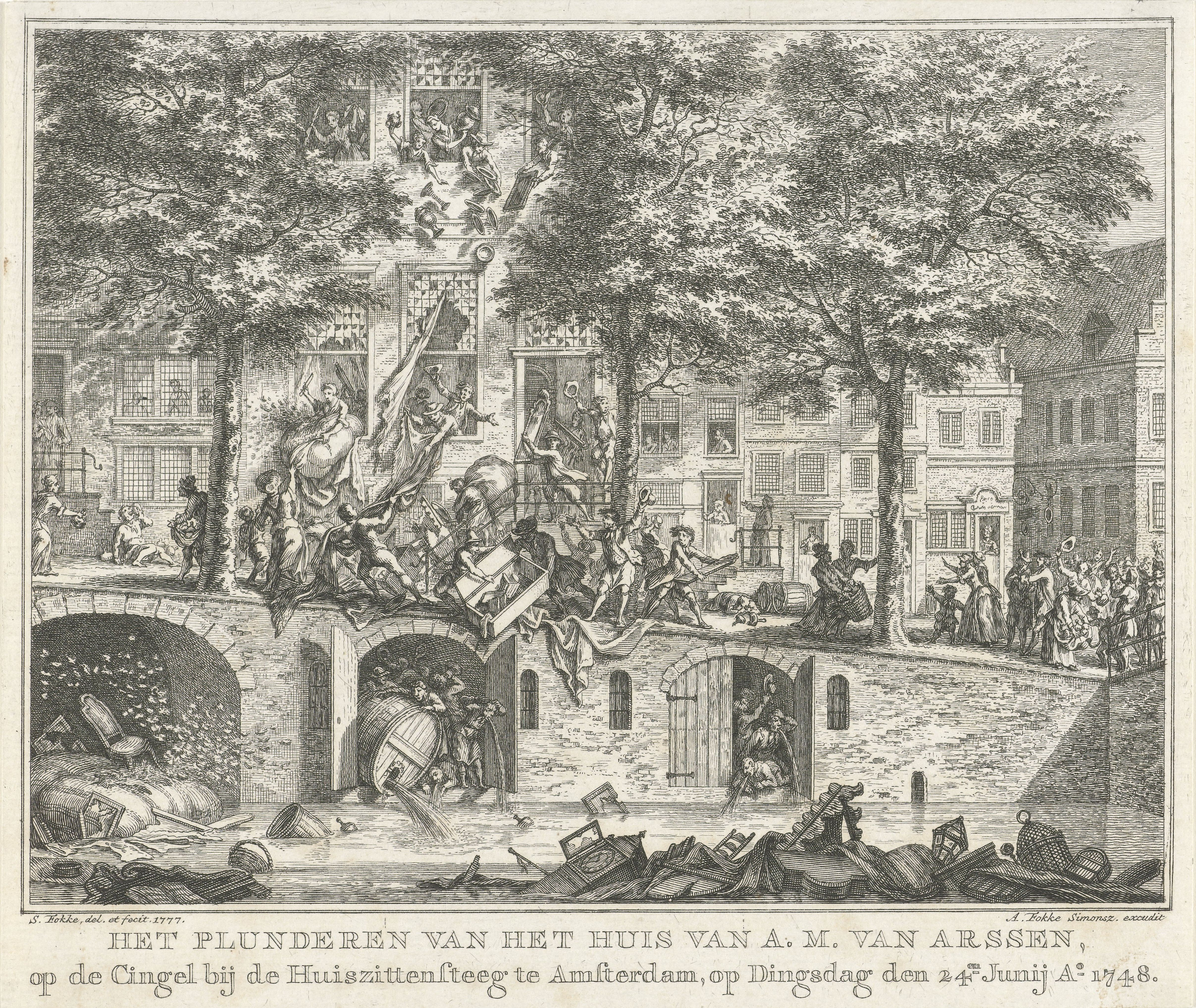
Bij het pachtersoproer, vooral veroorzaakt door de hoge belastingtarieven die de pachters vroegen in combinatie met de economische achteruitgang, werden huizen van pachters geplunderd.

Gedurende de Oostenrijkse Successieoorlog moest de Republiek vanwege een verdrag een bijdrage leveren aan de zijde van Groot-Brittannië en Oostenrijk. Het leger werd opnieuw uitgebreid en ingezet in de Oostenrijkse Nederlanden, dat werd binnengevallen door de Fransen. Toen de Fransen in april 1747 doorstoomden tot in Staats-Vlaanderen en de zwakte van de verdediging duidelijk werd, veroorzaakte dat onder de bevolking een hevig oproer. Vanuit de bevolking was de roep om de stadhouder zo groot, dat de regenten genoodzaakt waren het stadhouderschap te steunen. Van de stadhouderloze landsdelen was Zeeland de eerste staat die het stadhouderschap opnieuw instelde. Holland, Utrecht, en Overijssel volgden snel daarna, waardoor Willem IV in het midden van mei 1747 de eerste stadhouder van alle staten van de Unie werd. Ook nadat Willem IV stadhouder was geworden bleef het onrustig, omdat hij in de ogen van het volk maar weinig regenten liet vervangen. Het pachtersoproer, waarbij huizen van pachters werden geplunderd, was een uiting van de woede. Wel kon Willem veel macht naar zich toe trekken, waardoor de Republiek trekken kreeg van een constitutionele monarchie zonder gekroonde vorst. In 1748 werd de oorlog beëindigd met Vrede van Aken.
Onverwachts overleed Willem IV op 22 oktober 1751 op 40-jarige leeftijd. Het stadhouderschap was daarvoor al erfelijk verklaard, maar zijn zoon, Willem V, was bij diens vaders overlijden nog maar drie jaar. Tot zijn meerderjarigheid werd zijn functie waargenomen door zijn moeder, Anna van Hannover, en na haar dood door de beroemde legeraanvoerder Brunswijk. In die jaren bleef de bevolking rustig ondanks de economische en sociale spanningen.
Na de Oostenrijkse Successieoorlog bleven de spanningen in Europa en daarbuiten oplopen, dit leidde tot een Diplomatieke revolutie, Oostenrijk ging met Frankrijk een bondgenootschap aan en Groot-Brittannië een met de nieuwe grootmacht Pruisen, gevolg de Zevenjarige Oorlog (1756-1763). Het liefst wilde de Republiek een neutrale positie innemen, maar dat was moeilijk vanwege grensconflicten met Oostenrijk, alsook de aanwezigheid van Pruisen langs de oostgrens. Ondanks de oorlogsdreiging werden het leger en de marine nauwelijks uitgebreid - dit vanwege tegengestelde belangen van de staten.
In 1766 werd Willem V meerderjarig en daarmee de nieuwe stadhouder. Brunswijk bleef een invloedrijk persoon aan het hof.  Toen de Amerikaanse Onafhankelijkheidsoorlog uitbrak, zorgde dat voor toenemende spanningen tussen de Republiek en Groot-Brittannië. De Nederlanders verkochten wapens en munitie via het eiland Sint Eustatius aan de Amerikaanse opstandelingen, tot woede van de Britten, met als gevolg dat in 1780 de Vierde Engels-Nederlandse Oorlog uitbrak, waarbij de Republiek verpletterend werd verslagen en veel overzeese gebiedsdelen verloor.

### Tijd van de patriotten

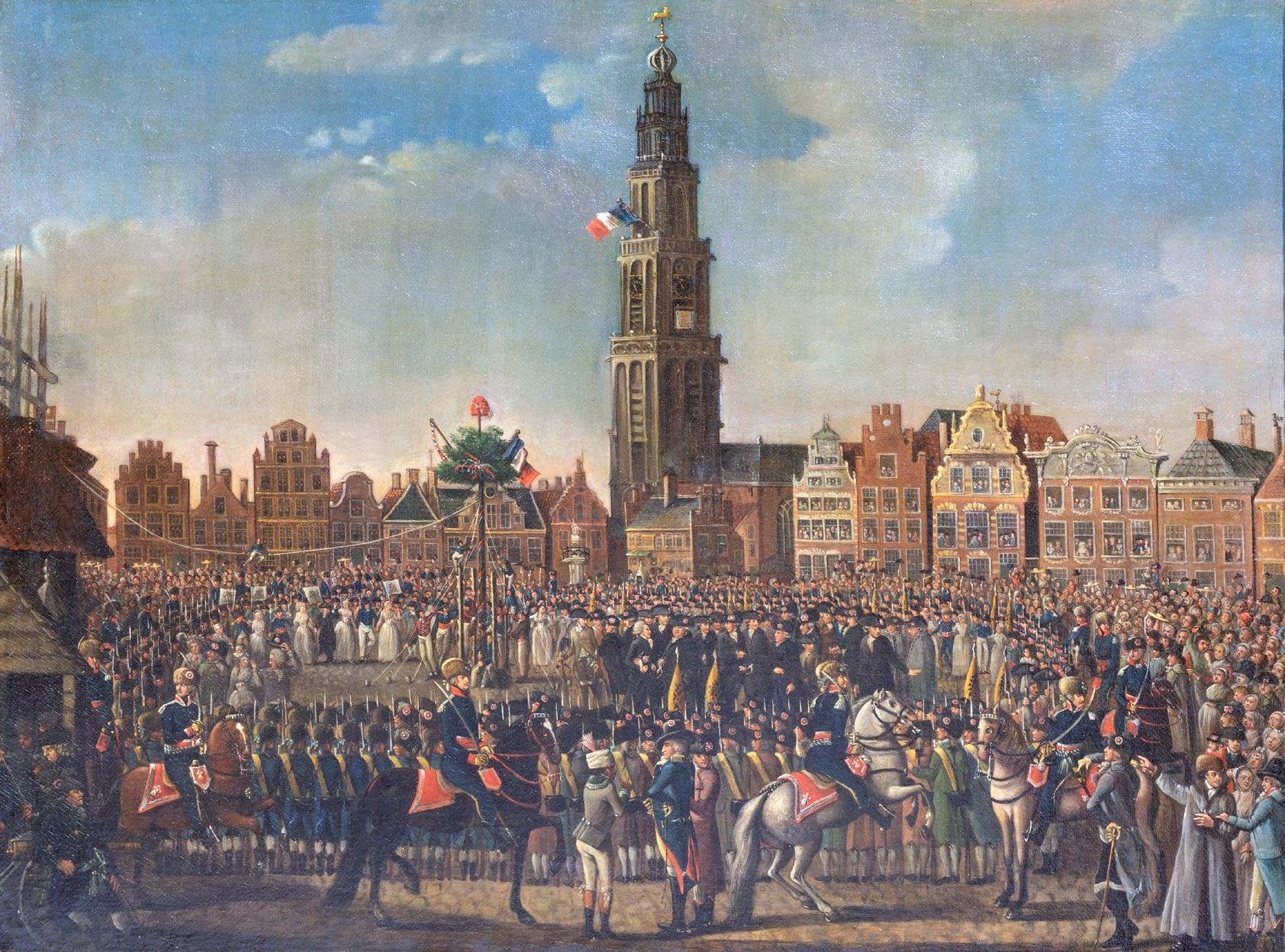
De vrijheidsboom op de Grote Markt in Groningen, nadat de Fransen de Republiek in 1795 binnengetrokken waren.

Tegen 1782 kwam, geïnspireerd door de Amerikaanse Revolutie en de Verlichting, een beweging op, en wel die van de patriotten, die meer vrijheid eisten voor het volk. De vonk die dit revolutionaire proces ontstak in vele steden van de Republiek was de publicatie van het door Joan Derk Van der Capellen geschreven pamflet Aan het Volk van Nederland. Hierin schreef Van der Capellen dat de overheid van het land verantwoordelijkheid moest tonen richting het volk. Ook wilde hij meer democratisering in het bestuur en door het volk geleide vrijkorpsen om het volk te beschermen. De patriotten zagen hun zaak als de voortzetting van de Nederlandse Opstand voor meer vrijheid - vrijheid die in hun ogen door de stadhouder en zijn gunstelingen werd onderdrukt. Door een stroom van pamfletten en aanplakbiljetten en massademonstraties kregen de patriotten meer en meer aanhang. In steden met veel patriottische aanhangers werden vrijkorpsen opgericht en werden, al dan niet met geweld, hervormingen doorgevoerd als het beperken van de macht van de stadhouder en het instellen van nieuwe stadsbesturen. De opkomst van de patriotten zorgde voor spanningen en geweld tussen hen en orangisten. Omdat Den Haag niet meer veilig was voor de stadhouder en zijn familie, weken zij uit naar Gelderland, dat nog wel orangistisch was. Toen het er in 1787 op leek dat de stadhouder de patriottenbeweging niet meer kon tegenhouden, viel de Pruisische koning, Frederik Willem II (tevens de zwager van de stadhouder), gesteund door de Britten de Republiek binnen met een leger om de stadhouder te helpen. Als directe aanleiding voor de Pruisische inval wordt beschouwd de aanhouding bij Goejanverwellesluis van zijn zus Wilhelmina van Pruisen. Ondanks de gewapende vrijkorpsen was er vrijwel geen verzet tegen de Pruisische troepen. Na deze interventie trok de stadhouder terug naar Den Haag, en na deze Oranjerestauratie werden er enkele maatregelen tegen de patriotten ingevoerd.
Ook in de Zuidelijke (Oostenrijkse) Nederlanden kwam de bevolking in opstand. Daar werden de Verenigde Nederlandse Staten opgericht, die echter door ingrijpen van Pruisen maar kort bestonden. In Frankrijk had de Franse Revolutie, die begon in 1789, meer succes. In 1795 trokken Franse soldaten, nadat zij in de Zuidelijke Nederlanden de Oostenrijkers hadden verslagen, de Republiek binnen, waar zij met veel enthousiasme werden onthaald. Hiermee kwam de Republiek der Zeven Verenigde Nederlanden ten einde en ontstond een nieuwe staat: de Bataafse Republiek.

## Gewestelijke indeling

Overzichtskaart van de Republiek tussen 1715 en 1785. In lichtblauw de Generaliteitslanden.

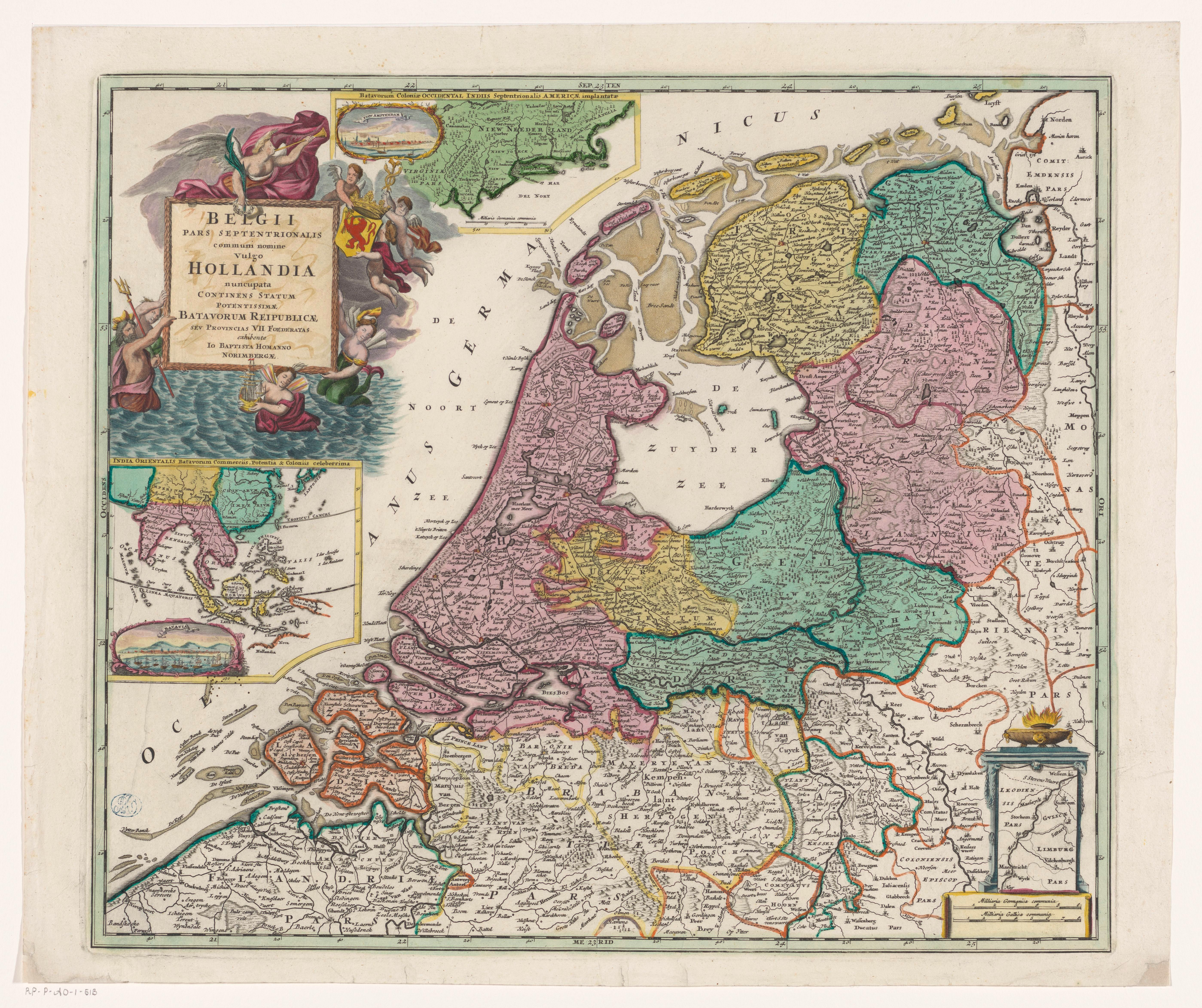
Kaart van de Republiek der Zeven Verenigde Nederlanden met koloniën, c1707-1729

De acht staten (ook aangeduid als gewesten) die toetraden tot de Republiek der Zeven Verenigde Nederlanden waren:
1. Hertogdom Gelre
2. Heerlijkheid Friesland
3. Graafschap Holland
4. Heerlijkheid Overijssel
5. Stad en Lande (Groningen)
6. Heerlijkheid Utrecht
7. Graafschap Zeeland
8. Landschap Drenthe

De Landschap Drenthe was een gewest met een Statenvergadering, maar had geen stemrecht en vertegenwoordiging in de Staten-Generaal.
In 1648, bij de Vrede van Münster, werden delen van Vlaanderen (Staats-Vlaanderen), Brabant (Staats-Brabant, inclusief de Brabantse Landen van Overmaas, ook Staats-Overmaas geheten) als generaliteitsland aan de Republiek toegevoegd. Een deel van Opper-Gelre rond Venlo, dat aan het eind van de zestiende eeuw al tijdelijk in handen van de Republiek was geweest, werd als gevolg van afspraken bij de vrede van Utrecht in 1715 als Staats-Opper-Gelre bij de Republiek gevoegd. De generaliteitslanden hadden niet de status van een zelfstandig gewest en werden door de Staten-Generaal bestuurd. Westerwolde in Groningen was formeel ook een generaliteitsland, maar werd feitelijk bestuurd door de stad Groningen. Ook Maastricht had een speciaal statuut.
Na Holland was Zeeland het belangrijkste handelsgewest. Middelburg was na Amsterdam tot het derde kwart van de zeventiende eeuw de grootste handels- en havenstad van de Republiek.
Het grondgebied van de Republiek kwam niet geheel overeen met het huidige Nederland.

## Demografie

### Bevolkingsontwikkeling
Bevolking binnen de grenzen van het huidige Nederland 
tussen 1500 en 1800.
Vanwege een beveiligingsprobleem met de MediaWiki Graph-software is het momenteel niet mogelijk deze grafiek weer te geven. Zodra de software is bijgewerkt zal de grafiek vanzelf weer zichtbaar worden.
Tegen 1300 waren de noordelijke Nederlanden relatief dunbevolkt. Dit veranderde rond 1500 toen de verstedelijking toenam. De noordelijke Nederlanden, met rond de één miljoen inwoners, behoorden tot de meest verstedelijkte regio's van Europa. Dat werd niet behaald door het hoge inwonersaantal van de steden (dat viel in vergelijking met de steden in bijvoorbeeld de Zuidelijke Nederlanden mee), maar door het grote aantal steden.
Tussen 1500 en 1650 verdubbelde de totale bevolking in de Republiek. Grote volksmassa's vluchtelingen/immigranten uit de Zuidelijke Nederlanden (100.000 à 150.000 mensen) en uit Frankrijk (de Hugenoten (35.000 à 50.000)) hadden hieraan enorm bijgedragen. In de kustprovincies was de bevolking zelfs verdrievoudigd.
Hierna vond er tot 1750 een daling van de bevolking plaats in Noord-Holland en Friesland en een stagnatie rondom de Zuiderzee. Daarbij daalde het aantal inwoners zeer sterk in Hollandse industriesteden als Delft, Leiden en Haarlem. Na 1780 werd de groei weer ingezet in het noorden en zuiden van Holland en in Friesland.
Ook in het oosten was er vanaf 1500 een langzame groei, maar die was vanwege de Tachtigjarige Oorlog, die vooral in het oosten en zuiden woedde, beperkt. Na 1650 nam de groei hier toe. Met name in het zuiden, waar gedurende de eerste helft van de zestiende eeuw sprake van een grote bevolkingstoename, zorgde de oorlog voor een grote ontvolking. Ook het teruggelopen economische belang van het zuiden was verantwoordelijk voor de daling. Na de oorlog trad in de Meierij van 's-Hertogenbosch en in wat nu Nederlands Noord-Limburg is herstel in, dat tussen 1700 en 1750 stagneerde en daarna doorzette. De ontwikkeling in wat nu Nederlands Zuid-Limburg is, was hierin tegengesteld.
Na de afsluiting van de Schelde in 1585 vestigden veel stedelingen uit de Zuidelijke Nederlanden zich voornamelijk in Amsterdam, Middelburg, Leiden en Haarlem. In de eerste twee plaatsen sprak een derde van de bevolking in die tijd met een Antwerpse tongval. In Leiden en Haarlem werd, in verband met de lakenindustrie, veel West-Vlaams en Frans gesproken. Naast de grote instroom van Zuid-Nederlanders was er sprake van een ongekende grote immigratie, uit onder andere Westfalen, Frankrijk (Hugenoten) en (via) Portugal, waardoor in het begin van de zeventiende eeuw een derde deel van de bewoners uit de Noordelijke Nederlanden van buitenlandse afkomst was of kwam. In sommige steden, zoals Leiden, was dat op een bepaald moment zelfs ruim de helft van alle inwoners.
Tussen 1525 en 1675 steeg de stedelijke bevolking van de Noordelijke Nederlanden van 300.000 tot 815.000 inwoners. Rond 1600 telden enkel de vijf grootste steden meer dan 20.000 inwoners: Amsterdam, Leiden, Haarlem, Utrecht en Middelburg, samen circa 160.000 inwoners. In 1675 waren de zes grootste steden (meer dan 25.000 inwoners) Amsterdam (ruim 200.000), Leiden (ongeveer 65.000), Rotterdam (circa 45.000), Haarlem (ongeveer 37.000), Middelburg (ruim 27.000) en Utrecht (ruim 25.000).
Tussen 1514 en 1680 groeide de bevolking van het gewest Holland van ongeveer 275.000 naar 883.000 personen, waarvan het merendeel in de negentien steden. In de volgende eeuw nam de bevolking langzaam af tot circa 783.000 (circa 1750 bereikt, daarna stabiel tot het einde van de achttiende eeuw). In de periode tot 1800 was er tevens sprake van een sterfteoverschot van ongeveer 800.000 personen en emigreerden 250.000 mensen naar het buitenland. Berekend is dat ongeveer 1,4 miljoen mensen in die periode naar de steden getrokken zijn, waarvan 1,2 miljoen door immigratie.

### Standen in de maatschappij

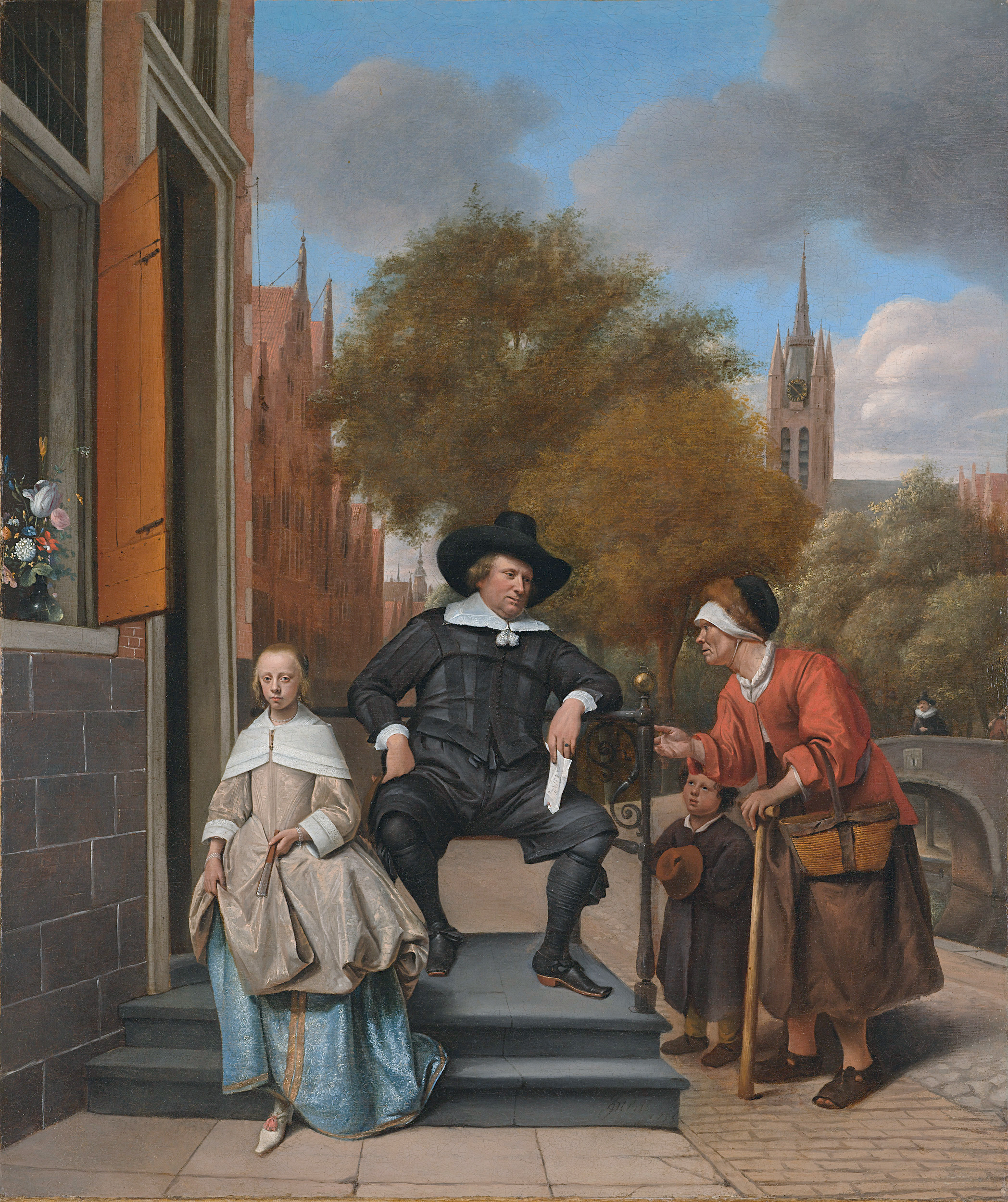
Adolf en Catharina Croeser aan de Oude Delft, geschilderd door Jan Steen. De burgemeester op dit schilderij behoorde tot de hoogste stand in de Republiek terwijl de bedelaars rechts van hem tot het grauw behoorden.

De Amsterdamse makelaar Julius Craffurd signaleerde in de maatschappij van de Republiek vier verschillende standen. De hoogste stand bestond uit de adel en de niet-adellijke regentenfamilies. Hieronder bevond zich de laag die bestond onder andere uit welgestelde kooplieden, rijke reders, grootgrondbezitters, advocaten en hoge ambtenaren. De derde stand bestond uit de ambachtsmeesters, grote winkeliers en schepers. Zij vormden samen met de tweede stand de "brede burgerij". De laagste stand is onder te verdelen in de "smalle burgerij": ambachtslieden en winkeliers en onder hen zaten de burgers die niet in vaste loondienst zaten, zoals zeelieden, soldaten en landarbeiders. Zij stonden ook wel bekend als het "grauw". Het grauw vormde tussen de tien à twintig procent van de bevolking van de Republiek.

### Migratie
Tussen 1585 en 1650 maakten Hollandse en Zeeuwse steden een explosieve groei door. Dit was in de vroegmoderne tijd heel uitzonderlijk, omdat in steden het sterftecijfer het geboortecijfer overtrof als gevolg van ziektes en een hoge zuigelingensterfte. Groei was alleen mogelijk door een voortdurende instroom van mensen vanuit het omliggende platteland of vanuit andere gebieden. Immigranten trokken tot 1590 vooral vanwege religieuze motieven naar de Republiek, daarna immigreerden mensen vanwege de betere kansen op de arbeidsmarkt en de hogere lonen in de Republiek — en dan met name in de staten Holland en Zeeland. De expanderende en welvarende economie van het westen van de Republiek had een aanzuigfunctie op andere gebieden; niet alleen kwamen er immigranten uit de zuidelijke Nederlanden en Duitsland, maar ook uit de oostelijk gelegen landsdelen.
Terwijl de stedelijke groei in Holland en Zeeland zeer groot was, was die in de overige landsdelen minder sterk. Wel groeide daar, net als in de rest van de Republiek, de vraag naar landbouwproducten en daarmee de plattelandsbevolking. Had dit in het westen vooral te maken met de groeiende steden, in het oosten kwam dit vooral door de Dertigjarige Oorlog in Duitsland waar de legers door hun grootte voedsel uit het buitenland moesten importeren.
Naast immigratie vond er ook emigratie plaats. Mensen vertrokken ook om religieuze of economische redenen naar anderen landen. Deze groep was niet groot. Groter was het aantal personen dat in dienst ging van de VOC en op zee of in een van de VOC-vestigingen bleven. Daar het vaak om vertrekkende mannen ging, verstoorde dit vooral in Hollandse steden de seksenratio.

## Religie

### Religievrijheid

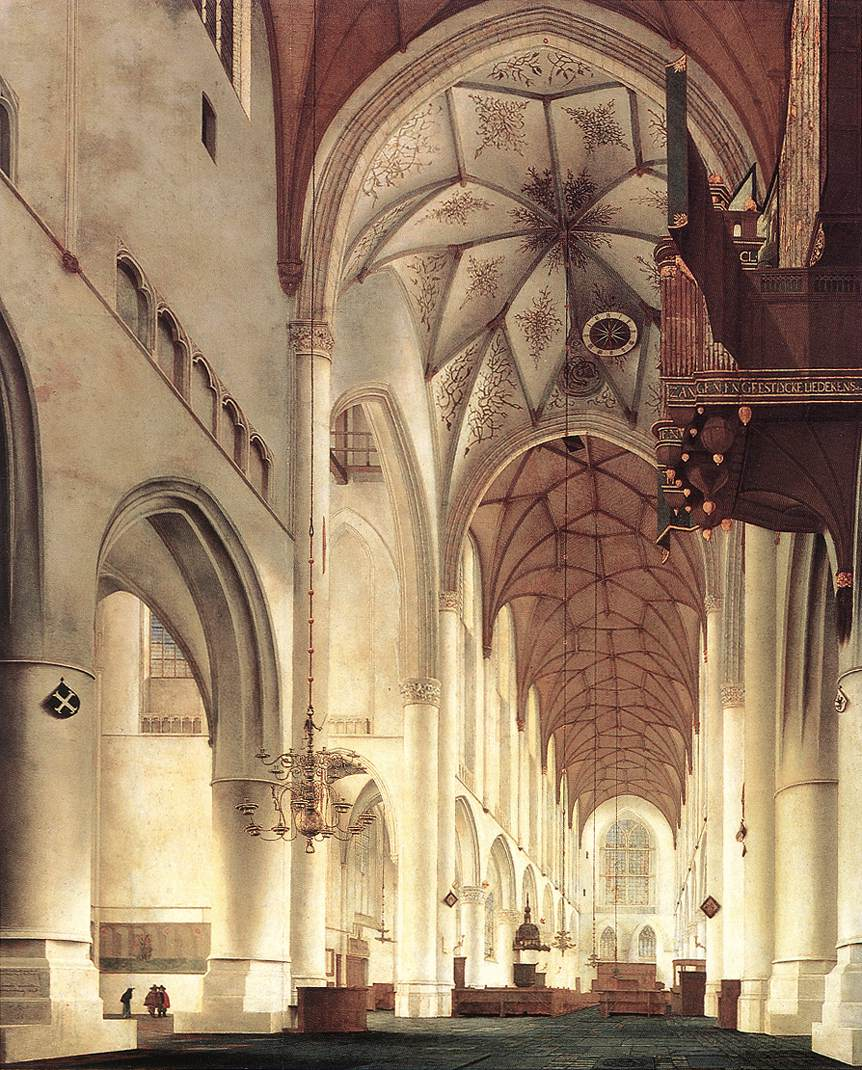
Het interieur van de Grote of St.-Bavokerk in Haarlem, geschilderd door Pieter Saenredam.

De Pacificatie van Gent leek de kansen voor een gematigde religieuze koers te vergroten. Willem van Oranje was een groot voorstander van religieuze tolerantie en probeerde deze in de Nederlanden te verankeren. In de Unie van Utrecht werd de inwoners van Holland en Zeeland vrijheid van geweten verleend. Elk ander landsdeel had de vrijheid zelf te bepalen hoe de religieuze kwestie werd aangepakt, hoewel de Unie van Utrecht wel bedong dat ieder mens vrij moest zijn in de keuze van zijn persoonlijke religie en niemand mocht worden vervolgd op basis van zijn of haar religieuze keuze. Voor Willem van Oranje was de Unie een nederlaag, aangezien deze niet garandeerde dat iedereen ook publiekelijk zijn religie mocht belijden. In de praktijk werden in alle landsdelen rooms-katholieke kerkdiensten snel verboden en de gereformeerde kerk werd de 'publieke' kerk in de Republiek. De Staten van Utrecht verboden in 1580 de katholieke mis en Holland volgde het jaar daarop.
Bij de oprichting van de Republiek werden kerk en staat niet één, zoals elders in Europa. De gereformeerde kerk was de enige kerk die openbaar werd toegelaten. Als mensen macht wilden uitoefenen in de Republiek dan diende men lid te zijn van de gereformeerde kerk. Andere kerkgenootschappen of religies waren officieel niet toegestaan, maar mochten buiten de openbaarheid wel worden aangehangen. Het was geen religievrede zoals Willem van Oranje dat gewild had, maar het was een voor de vroegmoderne tijd verregaande vorm van godsdienstvrijheid. Doordat de gereformeerde kerk in de Republiek was erkend als de publieke kerk van de staat werden alle kerkgebouwen in de staat aan deze kerk ter beschikking gesteld. Ondanks de bevoorrechte positie van de calvinisten, waren ze niet in de meerderheid. Zo was in 1620 slechts een vijfde deel van de stadsbevolking van Haarlem lid van de gereformeerde kerk.
In hoeverre de erediensten van de verschillende godsdiensten of stromingen werden vervolgd, hing sterk af van het tijdperk en de regenten van een bepaalde stad of regio. In het begin van de Republiek was dit vooral gericht tegen de rooms-katholieken, de religie van de 'vijand'. In het Leiden van de zeventiende eeuw konden mensen bijvoorbeeld beboet worden met 200 gulden voor het openstellen van hun huis voor niet-gereformeerde kerkdiensten en verbannen worden uit de stad. Binnen de Republiek was het alleen de lutheranen en de joden toegestaan om over voor iedereen zichtbare geloofshuizen te beschikken. In de Republiek verschilde het ook per stad waar de joden hun synagogen mochten bouwen. Vooral de stad Amsterdam voerde een liberaal godsdienstbeleid om kooplieden met verschillende religieuze achtergronden aan te trekken. Voor de andere geloven mochten de kerkgebouwen van buitenaf niet herkenbaar zijn en mocht men op straat niks merken van de eredienst. Hierdoor ontstond het verschijnsel van schuilkerken, zoals de Ons' Lieve Heer op Solder. Nederlanders die zich bekeerden tot de islam, de renegaten, konden eveneens niet op tolerantie rekenen in de Republiek. In 1623 besloten de Staten-Generaal dat zij die weigerden terug te keren tot het christendom dit moesten bekopen met de dood.
Volgens historicus Christine Kooi doet het woord "tolerantie" geen recht aan de situatie zoals die was in de Republiek, omdat met dit begrip moderne bijbetekenissen als goedkeuring en inclusie liggen opgesloten. Zij pleit in navolging van Willem Frijhoff voor het gebruik van het woord "co-existentie" om de religieuze samenleving in de Republiek te duiden.

### Godsdiensttwisten

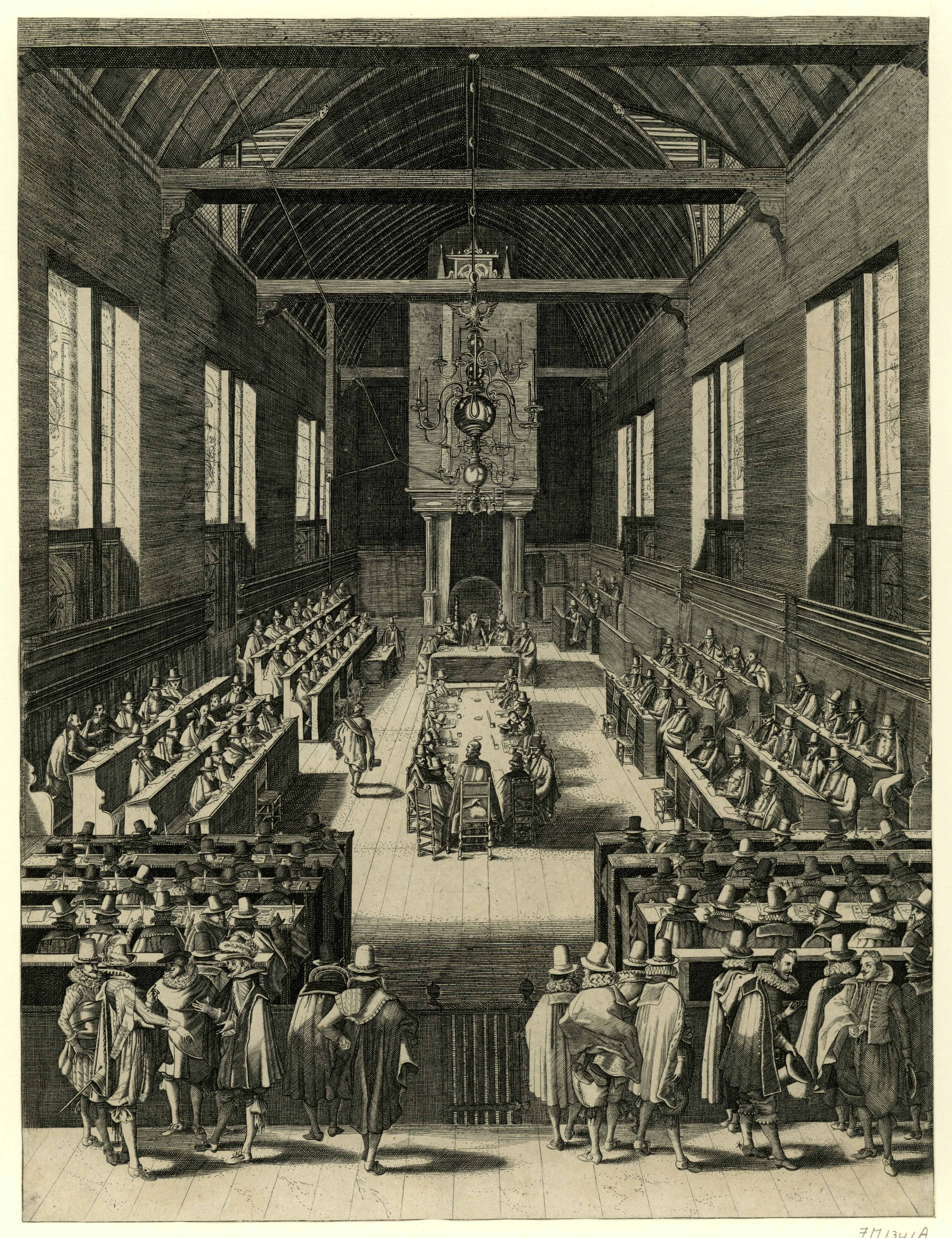
Gravure van de Synode van Dordrecht

Tijdens het Twaalfjarig Bestand laaiden in de jonge Republiek ook religieuze twisten op in de gereformeerde kerk. In deze periode laaide er een discussie op tussen de theologen Franciscus Gomarus en Jacobus Arminius over de predestinatie. Gomarus stond als rechtzinnig calvinist op het standpunt dat God bij de geboorte van de mens al bepaald had of een mens het eeuwige leven kreeg. Arminius bekritiseerde dit standpunt en wees op de menselijke verantwoordelijkheid. Binnen de Gereformeerde Kerk vormden de Arminianen de minderheid. Landsadvocaat Johan van Oldenbarnevelt trachtte vervolgens de rust en tolerantie in de gereformeerde kerk af te dwingen, maar dit mislukte. Deze godsdiensttwisten leidden in 1616 tot ernstige ongeregeldheden in de Republiek en in de jaren daarop zouden ze zelfs het land aan de rand van een burgeroorlog brengen. In 1618 en 1619 werd in Dordrecht een nationale synode gehouden om de eenheid in de kerk te herstellen. Hierbij werd het arminianisme tot ketterij veroordeeld. De synode resulteerde ook in het ontslag van 160 predikanten en een helft daarvan moest het grondgebied van de Republiek verlaten.
In het midden van de zeventiende eeuw laaide er een nieuw conflict op tussen de "rekkelijken" en de "preciezen" binnen de gereformeerde kerk. De hoogleraren Gisbertus Voetius en Johannes Coccejus verschilden van mening over het zondagsgebod. Daarnaast ambieerde Voetius een Nadere Reformatie. De aanhangers van Coccejus streefden daarentegen naar een laagdrempelige kerk. Ook ditmaal resulteerde deze theologische strijd in overwinning voor de precieze leer.

### Cijfers
In 1587 was nog geen tien procent van de bevolking van de Republiek aangesloten bij de gereformeerde kerk. In de dertig jaar die daarop volgde groeide dit aantal. In de stad Utrecht in 1620 waren tien tot vijftien procent van de inwoners gereformeerd. Daarentegen bedroeg het lidmaatschap van de bevolking in Haarlem een vijfde van de bevolking en in Enkhuizen drieduizend van de twintigduizend inwoners, als bij deze laatste stad de gezinsleden worden meegeteld dan was een derde van de stad aangesloten bij de gereformeerde kerk. Andere kerken in de Republiek waren vaak niet groter. In het eerder genoemde Haarlem was 12 procent doopsgezind, 14 katholiek, 1 procent luthers en 1 procent Waals Hervormd. In de zeventiende eeuw groeide de aanhang van de gereformeerde kerk. In 1707 had de kerk in Haarlem een aanhang van zestig procent van de bevolking. Daarentegen was ook het aantal katholieken sinds 1620 verdubbeld in deze stad. De gereformeerde kerk was de dominante religie in Holland, Friesland, Groningen, Overijssel, Gelderland en Zeeland. In de tweede helft van de zeventiende eeuw was bijna tachtig tot negentig procent van de bevolking in deze gewesten gereformeerd. De bevolking in de zuidelijke generaliteitslanden bleef overheersend katholiek.

## Bestuur
De manier waarop de Republiek via haar instellingen bestuurd werd, werd gevormd tussen 1572 en 1588, kreeg haar definitieve vorm tussen 1587 en 1609 en bleef daarna vrijwel ongewijzigd. Het bestuur was wezenlijk anders dan onder de Habsburgers en het verschilde ook met het Unieverdrag, het constituerende document van de Republiek. Het was oorspronkelijk de bedoeling dat de verschillende soevereine gewesten gingen samenwerken op een aantal punten, namelijk belasting voor het betalen van de defensie, de defensie zelf en het buitenland-beleid. De staten / landsdelen behielden een zeer ver gaande autonomie. Binnen deze staten genoten op hun beurt de steden (en zeker de wat grotere steden) weer een zeer grote mate van zelfbestuur.
Later ging de Republiek zich met veel meer zaken bezighouden dan met de hiervoor genoemde onderwerpen. Zo ging de Republiek zich ook bezighouden met de scheepvaart, het bestuur over veroverde gebieden, de bevordering van koloniale expansie en religie. Toch kan er niet gesproken worden over een volwaardige federale republiek, doordat uiterlijk en ceremonieel gezien de gewesten soevereiniteit vertoonden. Het verbond was meer een kruising tussen een confederatie en een federatie, waarbij het verbond in vorm en theorie meer een confederatie was en in praktijk juist meer een federatie. Het was enerzijds de stadhouder, die als kapitein-generaal (opperbevelhebber) van de strijdkrachten fungeerde, en anderzijds de zeer dominante positie van het gewest Holland (dat voor ongeveer 60% van de staatsinkomsten verantwoordelijk was), die enige mate van politieke samenhang verzekerde.

### Landelijk bestuur

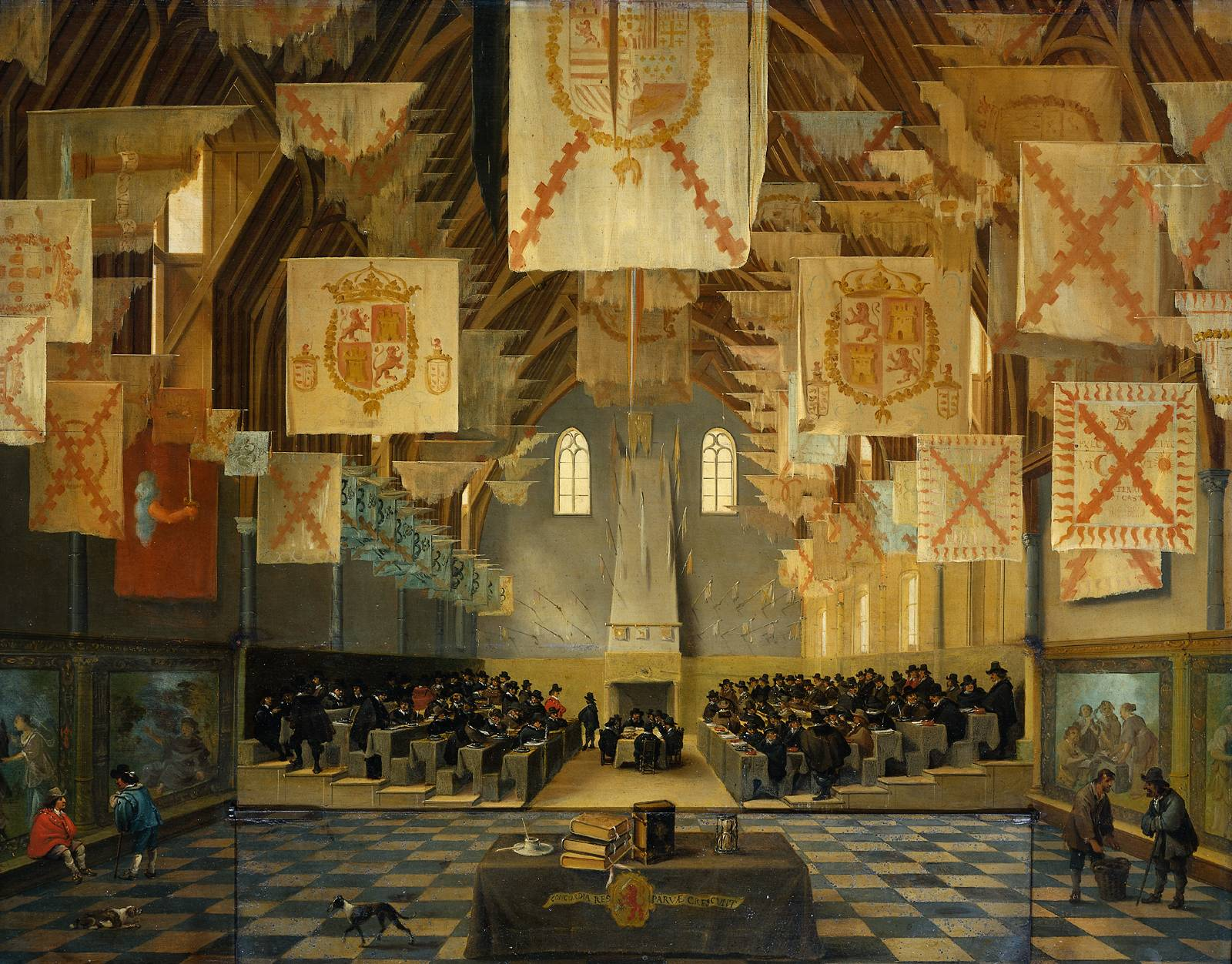
Bijeenkomst van de Grote Vergadering in de Ridderzaal in 1651

Het landelijk bestuur bestond uit de Staten-Generaal, bestaande uit vertegenwoordigers van zeven van de acht gewesten. Zij vergaderden lange tijd aan het Binnenhof in Den Haag. De Staten-Generaal bestond al ten tijde van het Bourgondische en Habsburgse bestuur, maar kwam toen weinig bij elkaar; het mocht alleen vergaderen over de door de landsheer vastgestelde onderwerpen en geen besluiten nemen. Toen de Staten-Generaal zich in 1583 boven de grote rivieren hadden gevestigd, kwamen zij vaker bij elkaar, zo'n 16 tot 28 dagen per maand, ook op zondagen. Zij hielden zich onder andere bezig met de scheepvaart, het bestuur over veroverde gebieden, de bevordering van koloniale expansie en religie. Daarbij werden zij bijgestaan door een aantal instellingen. De besluiten van de Staten-Generaal zijn neergelegd in door de griffier geformuleerde resoluties.
Deze veroverde gebieden heetten de generaliteitslanden. Door veroveringen en verdragen wisselde de begrenzing gedurende de ongeveer tweehonderd jaar dat de Republiek bestaan heeft. Ze bestonden uiteindelijk uit:
- Staats-Vlaanderen, ruwweg het huidige Zeeuws-Vlaanderen
- Staats-Brabant, grotendeels het huidige Noord-Brabant, maar ook de Redemptiedorpen in wat nu de provincies Belgisch Limburg en Luik zijn, evenals wat nu Lommel is in Belgisch Limburg
- Staats-Opper-Gelre, in wat nu de Nederlandse provincie Limburg is
- Staats-Overmaas, grotendeels in wat nu Nederlands Zuid-Limburg is en enkele dorpen in de huidige Belgische provincie Luik
- Westerwolde, in het zuidoosten van de huidige provincie Groningen, behoorde formeel tot de generaliteitslanden maar werd om praktische redenen bestuurd door de stad Groningen.

De generaliteitslanden waren niet allemaal aaneengesloten gebieden. Staats-Opper-Gelre, Staats-Overmaas en de Redemptiedorpen lagen verspreid in het zuidoosten van de confederatie.
Een van de instellingen gelieerd aan de Staten-Generaal was de Raad van State, het hoogste adviescollege van de Staten-Generaal. Het administreerde het leger, de vestingsteden en de generaliteitslanden. Een andere instelling was de Generaliteitsrekenkamer. Deze was verantwoordelijk voor het bijhouden van de inkomsten en uitgaven van de Republiek en stelde de begroting op. Een instelling die onder de Raad van State viel was de Hoge Krijgsraad. Dit was een permanent militair gerechtshof dat zich bezighield met het bestraffen van militairen die een overtreding hadden begaan. De generaliteitsmuntkamer was een andere instelling die de waarde, het gewicht en de inhoud van de munten die in de zeven gewesten geslagen werden bepaalde. Tot slot waren er vijf Admiraliteitscolleges die verantwoordelijk waren voor de Staatse vloot, het innen van douanegelden, het operationeel houden van de schepen, het rekruteren van bemanning, het bewaken van de rivieren en riviermonden en het toezien op naleving van regels aangaande de scheepvaart en visserij.

### Gewestelijk bestuur

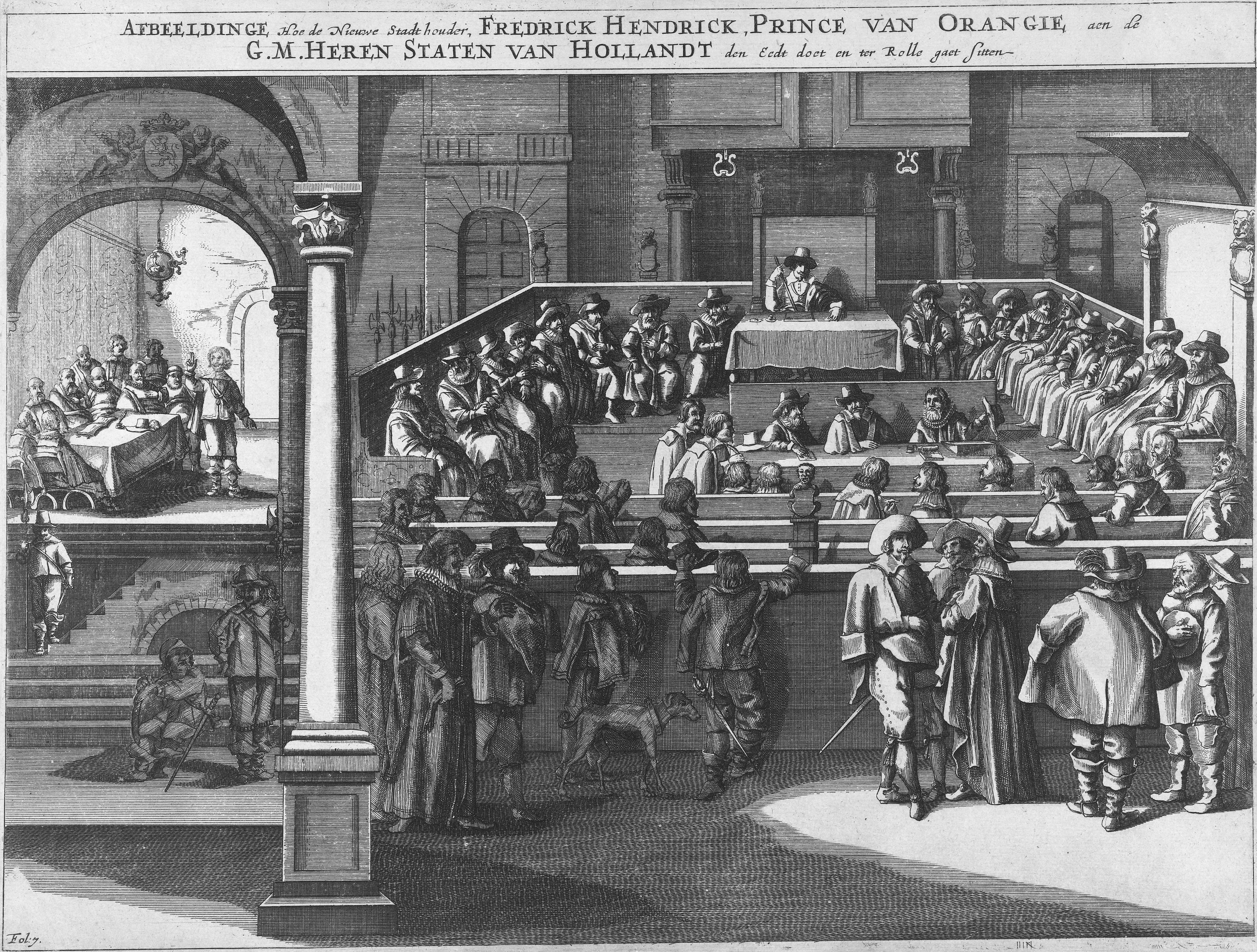
Bijeenkomst van de Staten van Holland en West-Friesland in 1625

Het bestuur van de gewesten werd uitgevoerd door de afzonderlijke gewestelijke Staten. Ieder gewest had een eigen landsbestuur en de invulling ervan verschilde per gewest. Afgevaardigden van steden, de ridderschappen, districten of een combinatie van deze hadden zitting in de Staten. De kerk was alleen nog in Utrecht vertegenwoordigd, zij het met minder gewicht dan de andere afgevaardigden.
Voor iedere Statenvergadering werden de te bespreken onderwerpen door het dagelijks bestuur naar de steden verstuurd, zodat de stadsbesturen hun mening over een bepaald onderwerp konden vormen. De afgevaardigde van die stad moest dat standpunt doorgeven bij de vergadering. Zodoende werden onderwerpen niet alleen in de vergadering besproken, maar ook in de steden en de ridderschappen en werd hun invloed directer. In Friesland en Gelderland werd de agenda niet verstuurd door het dagelijks bestuur, maar door een nieuwe commissie.
De dagelijkse leiding van de gewesten lag in handen van het college van Gedeputeerde Staten of voor Holland de Gecommitteerde Raden. De leden van de colleges werden gekozen uit en door de Statenleden. In Gelderland was de situatie anders. Door de grote verschillen tussen de drie kwartieren was het niet mogelijk om een dagelijks bestuur te bewerkstelligen. Ieder kwartier kreeg daarom een eigen college van Gedeputeerde Staten bestaande uit drie leden van de ridderschap en drie van de steden.

### Stadhouder
Door het Plakkaat van Verlatinghe was de functie van stadhouder overbodig geworden, aangezien er geen erkende landheer meer was en er dus geen sprake meer kon zijn van plaats bekleden. Toch werd besloten de functie van stadhouder in ere te houden. De reden was dat men de belangrijkste aanvoerders van de Nederlandse Opstand, zoals Willem van Oranje, een hoofdfunctie in de uitvoerende macht wilde geven, zonder ze zelf tot landheer te laten uitgroeien. In de praktijk trok de stadhouder meestal grote persoonlijke macht naar zich toe. Op gewestelijk niveau droeg hij vaak leden van de vroedschappen van steden voor en wist zo zijn eigen volgelingen in de meest fundamentele besluitvormende organen te benoemen. De staten/landsdelen konden zelf een stadhouder kiezen. Holland en Zeeland deelden dezelfde stadhouder. In de praktijk was er altijd één persoon stadhouder van meer gewesten. Vanaf 1747 was er nog maar één stadhouder voor alle gewesten. De positie van stadhouder werd in de tijd van de Republiek op basis van erfopvolging ingenomen door een lid van de familie Oranje-Nassau.
De Republiek kende twee perioden zonder stadhouder. Het Eerste Stadhouderloze Tijdperk duurde van 1650 tot 1672 en het Tweede Stadhouderloze Tijdperk was van 1702 tot in 1747. Uitzondering vormt het gewest Friesland dat geen stadhouderloos tijdperk heeft gekend.

## Economie

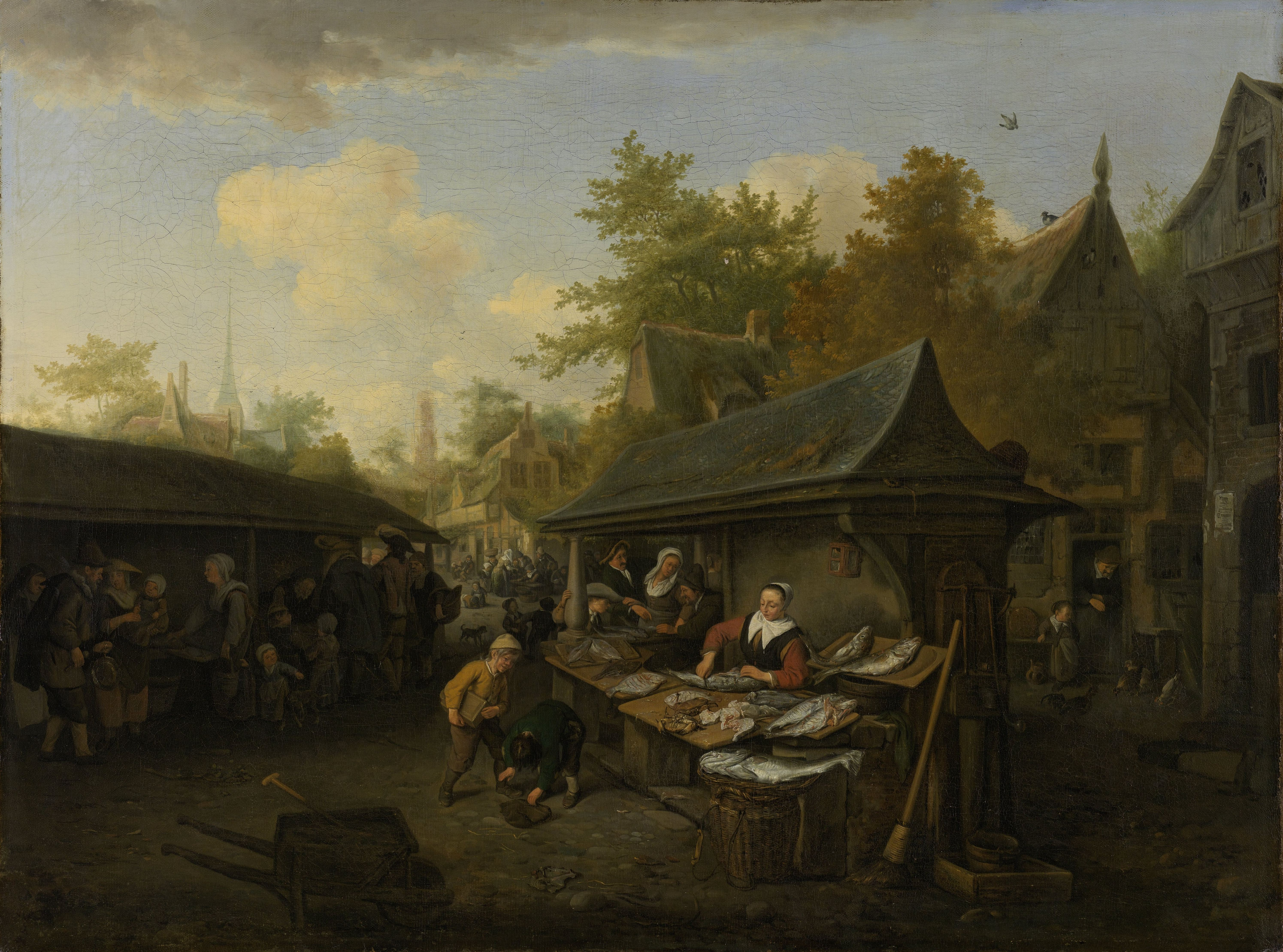
Een vismarkt in 1683 door Cornelis Dusart.

Voor 1585 werd er in de noordelijke Nederlanden vooral gehandeld in bulkgoederen als graan, hout en zout. Graan en hout kwamen vooral uit het Oostzeegebied en zout werd uit Frankrijk en Portugal geïmporteerd. Het zout werd gebruikt om haring mee te conserveren. De haringvisserij was een belangrijke sector met vloten in Zeeland, rond de Maasmonding en in Enkhuizen en werd niet voor niets de grote visserij genoemd. Verder waren er veel andere maritiem gerelateerde industrieën belangrijk voor de economie, zoals de scheepsbouw en de touw- en zeilmakerijen. De Nederlandse scheepvaart was de grootste van Europa. In 1565 voeren er 1000 Nederlandse schepen naar de Oostzee, wat drie keer meer was dan het aantal Noord-Duitse schepen.
Vanaf 1590 begon voor de Republiek langzaam de Gouden Eeuw door grootschalige veranderingen in de economie en de stedelijke samenleving. Werden voor deze transformatie voornamelijk laagwaardige goederen verhandeld, na deze transformatie ging men ook handelen in hoogwaardige goederen, zoals specerijen, en ontstonden er bijbehorende verwerkingsindustrieën. Deze ontwikkeling had te maken met een aantal factoren die de Republiek in een voordelige positie brachten: de Republiek werd intern stabiel, de strategische positie verbeterde, waterwegen richting Duitsland gingen open, geschoolde arbeid en kapitaal vanuit Antwerpen na 1585, het tijdelijk opheffen van het handelsembargo voor Hollandse schepen op het Iberisch schiereiland en het handhaven van het embargo voor Engelse schepen, een verbeterde greep op de mondingen van de Eems en de Schelde en tot slot de blokkade van de Vlaamse kust.

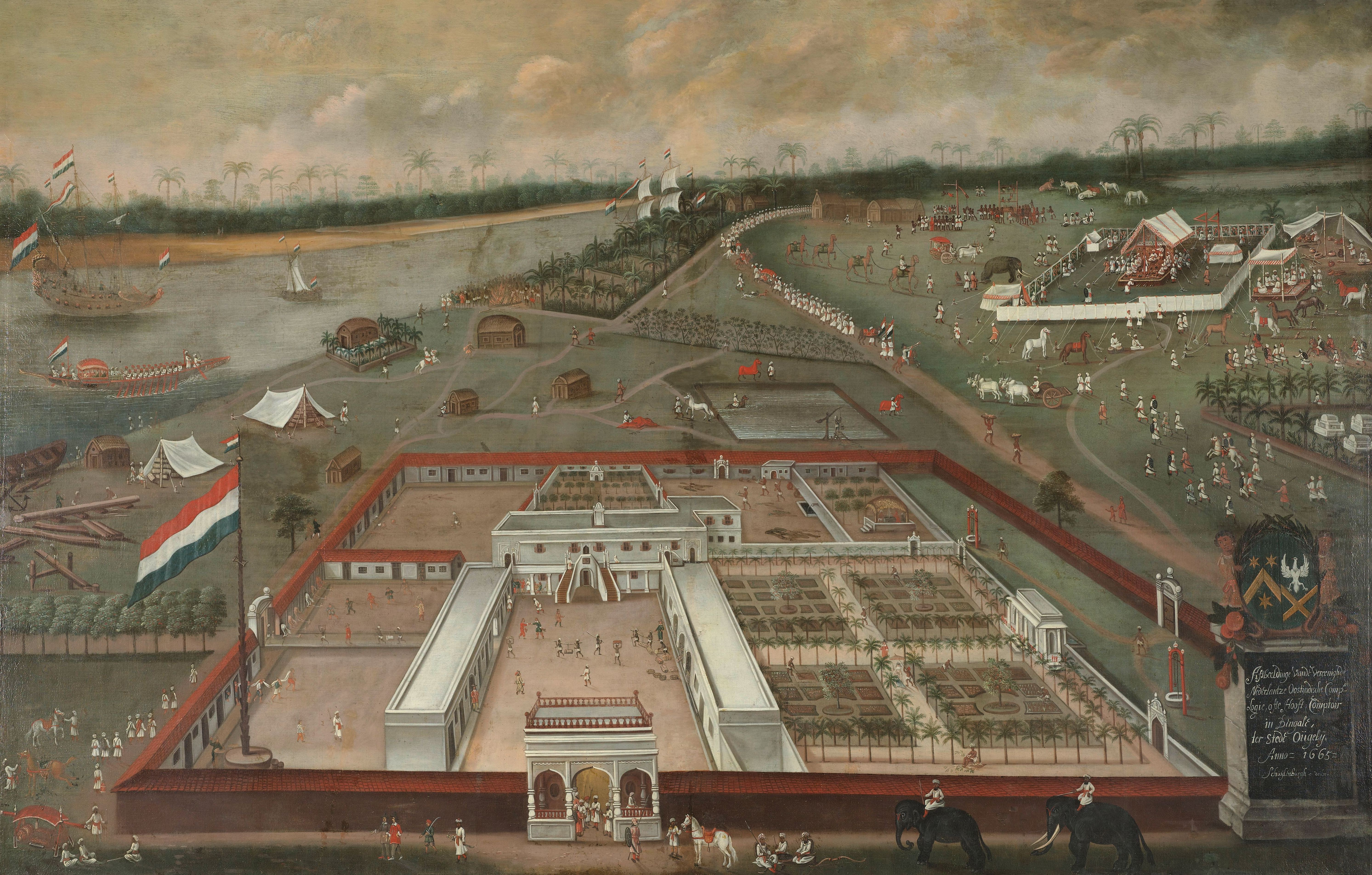
De VOC factorij Hougli in Bengalen. Zie ook het artikel: VOC in Bengalen.

Veel specerijen werden verhandeld op de stapelmarkten van Lissabon en Sevilla. Om meer winst te maken richtten kooplieden in Amsterdam in 1594 de Compagnie van Verre op, die met vier schepen naar Indië vertrok. Later volgden meer kooplieden die expedities naar Indië financierden. Tegen 1597 had de Republiek de specerijenhandel in Noord-Europa veroverd. Om dit economische succes van de Republiek te stoppen, stelde Spanje in 1598 opnieuw een handelsembargo in, waardoor Nederlanders geen toegang meer hadden tot de stapelmarkten van Lissabon en Sevilla. Dit dwong de Republiek zelf de specerijen te halen uit Indië, indien zij de positie wilde handhaven. Als reactie op het embargo werden de investeringen in expedities vergroot, zodat meer schepen naar Indië konden vertrekken. In 1599 waren er acht compagnieën die vloten uit lieten varen, in 1601 waren dat er veertien. De compagnieën gingen met elkaar concurreren, waardoor de prijzen daalden. Om de Nederlandse belangen te beschermen werden er door onder andere Johan van Oldenbarnevelt besprekingen gevoerd om de verschillende compagnieën samen te voegen. Deze nieuwe compagnie, de Vereenigde Oostindische Compagnie, werd opgericht in 1602 en stond onder toezicht van de Staten-Generaal. Onder de VOC werd er een handelszone en koloniaal imperium opgezet dat zich uitstrekte van de Kaap de Goede Hoop tot de kusten van Japan en de Filipijnen. Het hoofdkwartier van de VOC in Azië lag in Batavia. De West-Indische Compagnie, die pas na het twaalfjarig bestand in 1621 kon worden opgericht, was op dezelfde leest geschoeid en richtte zich op de handel met Amerika en West-Afrika.

### Landbouw
De landbouw vormde in de Republiek de grootste economische sector. Hij bood werk aan bijna de helft van de totale beroepsbevolking. In de vroege zestiende eeuw waren de graanopbrengsten laag door een gebrek aan specialisatie en het ontbreken van investeringen. Het oosten bestond uit zandgronden dat met mest en humus vruchtbaar gehouden moest worden. De essen en woeste gronden daar werden gemeenschappelijk beheerd door marken. In het westen en noorden waren de gronden nat en afgelegen, maar wel in de buurt van de stedelijke afzetmarkt en waterwegen. Het inklinkende land in deze regio zorgde voor een transformatie van akkerbouw naar meer veeteelt. Veruit het belangrijkste gewas was toen nog rogge.
Vanaf de late vijftiende eeuw groeide de bevolking in Europa en stegen de voedselprijzen sterk. De graanprijzen in de Nederlanden stegen minder hard, doordat Amsterdam zich ontwikkelde tot graanmarkt en graanschuur van Europa met de import van goedkoop graan uit het Oostzeegebied. Lage graanprijzen, en daarmee lage inkomsten, deden akkerbouwers zoeken naar alternatieven zoals tuinbouwgewassen en intensieve nijverheidsgewassen als hennep, vlas, hop, meekrap en oliehoudende zaden. Sommigen stapten over op veeteelt. De veeteelt was de belangrijkste specialisatie en bestond uit twee takken: de productie van zuivelproducten als boter en kaas en de vetweiderij, waarbij magere ossen van buiten de Republiek werden aangevoerd om te worden gemest en geslacht. De hogere landbouwopbrengsten boden de mogelijkheid investeringen te doen die de productiviteit en efficiëntie verbeterden. Ook was het financieren en uitvoeren van grote landwinningsprojecten (zoals de drooglegging van de Beemster in 1612) aantrekkelijk, zodat de hoeveelheid landbouwgrond fors kon worden uitgebreid. In de oostelijk landsdelen bleven deze ontwikkelingen uit door militaire activiteiten en de geringe marktgerichtheid van de akkerbouw. Tegen 1650 begon de agrarische depressie die tot halverwege de achttiende eeuw zou duren en alle boeren in Europa trof. In de kuststaten werden de boeren extra getroffen vanwege hun specialisatie. Door dalende inkomsten waren veel bedrijven zelfs niet in staat de pacht (volledig) te betalen, wat onder meer zorgde voor desinvesteringen. In het oosten was het probleem kleiner, omdat men daar minder afhankelijk was van de markt. Vanaf halverwege de achttiende eeuw lieten de prijzen internationaal weer een stijging zien. In deze periode nam door haar groei het belang van de agrarische sector toe, terwijl het economisch belang van de steden daalde. De binnenlandse vraag naar nijverheidsgewassen nam af en in plaats daarvan werd de aardappel steeds belangrijker.

### Visserij

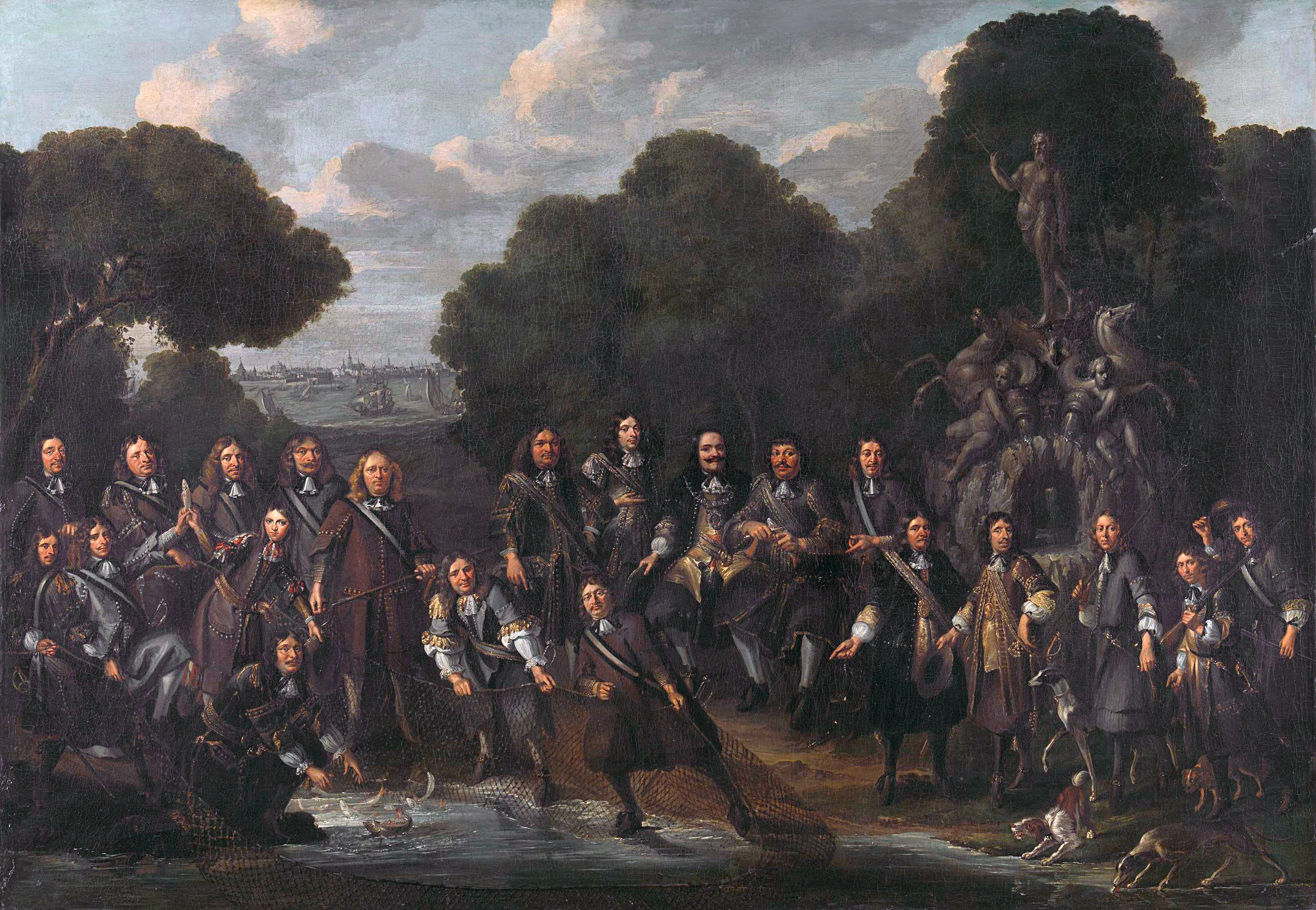
Allegorie op de bloei van de Nederlandse visserij na de Tweede Engelse Zeeoorlog (1665-67), Willem Eversdijck ~1667.
Het grote belang dat gehecht werd aan de visserij, blijkt wel uit dit schilderij met daarop een aantal Nederlandse admiraals, waarvan enkelen een net met vis binnenhalen. Afgebeeld zijn onder anderen Adriaen Banckert en Michiel de Ruyter.

Ook de visserij was een belangrijke economische sector in de Republiek. Niet alleen vonden veel mensen direct werk in de visserij, er werd ook werk en omzet gegenereerd in allerlei op de visserij leunende bedrijfstakken, zoals scheepsbouw, touwslagerij, zeil- en nettenmakerij en zoutziederij.
Met de dalende haringvangst in de Oostzee nam de vraag naar haring van buiten de Oostzee toe. Handelaren uit de Republiek speelden daar gretig op in. Technologische verbeteringen die in de vijftiende eeuw begonnen en in 1600 werden vervolmaakt, zorgden voor een efficiënte vistechniek en -verwerking. Het kaken en zouten van de vis (voor de houdbaarheid) werd al op de haringbuis gedaan, waardoor die wekenlang op zee kon blijven. Door de grootte van de schepen en hun twaalf- tot veertienkoppige bemanning werden de haringbuizen gezien als drijvende fabrieken en maakte de haringvloot van 400 à 500 schepen grote indruk. Het hoogtepunt van de haringvisserij lag rond 1630. Daarna daalde het belang van de sector door concurrentie van goedkopere Engelse en Scandinavische haring.
Zoetwatervis, die gevangen werd in de rivieren, de oorspronkelijk zoete Zuiderzee en het IJ, was tot ongeveer 1600 de voornaamste vis die gegeten werd. Na het midden van de zeventiende eeuw nam het belang van zoetwatervis af, onder andere door de verzilting van de Zuiderzee, overbevissing en de drooglegging van meren.
Vanaf de zeventiende eeuw begon de systematische en georganiseerde walvisvaart om oliën en vetten te winnen, ook wel de kleine visserij genoemd vanwege het in vergelijking met de haringvisserij - de eerder genoemde grote visserij - kleinere economische belang. Vanwege de sterke geur van walvistraan werden deze oliën niet voor consumptie, maar voornamelijk voor verlichting en de productie van zeep gebruikt. In 1614 werd vanwege de hevige concurrentie en vijandelijkheden met de Engelsen, de Noordsche Compagnie opgericht, die het Nederlands monopolie tussen Nova Zembla en Straat Davis kreeg. Er ontstonden nederzettingen, zoals Smeerenburg (Spitsbergen), waar de walvistraan uit gedode walvissen gewonnen werd. Na het midden van de achttiende eeuw was de walvisvaart niet meer rendabel. Tegen het eind van de achttiende eeuw kregen walvisvaart en haringvisserij zelfs subsidie. Het definitieve einde voor de walvisvaart vanuit de Republiek kwam in 1795.

### Nijverheid

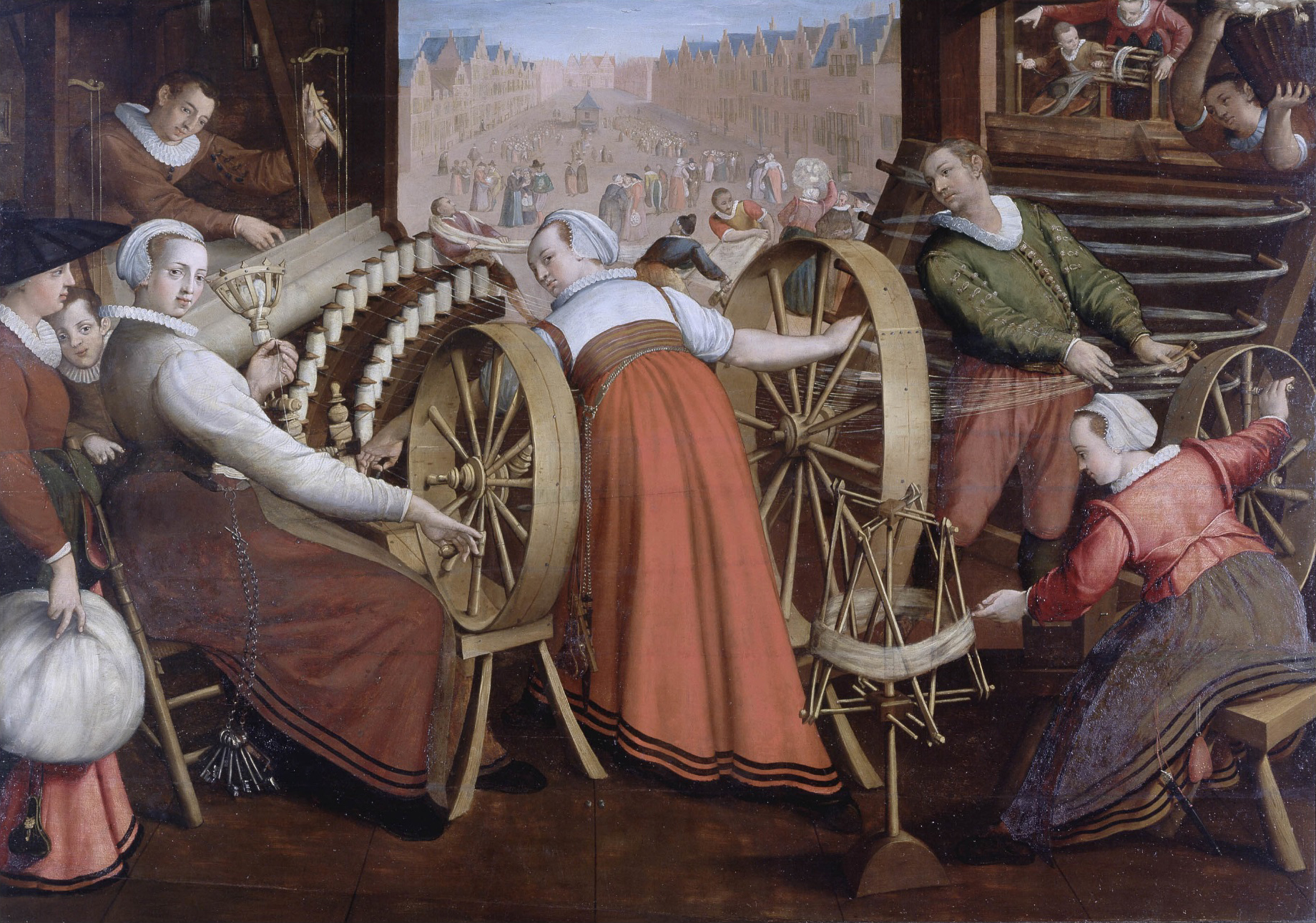
Verschillende processen van de textielnijverheid in Leiden: het spinnen, het scheren van de ketting, en het weven door Isaac Claesz. van Swanenburg (1594-1596)

Een andere belangrijke sector was de nijverheid, die in de steden met het ambachtswezen het meeste werk verschafte. Naast steden waren er ook plattelandsgebieden waar nijverheid een belangrijke plaats innam zoals de Zaanstreek, Twente en de omgeving van Tilburg. De Zaanstreek was in deze uniek, omdat het zich van plattelandsgebied ontwikkelde tot een industriegebied met honderden molens in bedrijf. De tweede concentratie van molens van welhaast gelijke omvang bevond zich rondom Amsterdam. Via Europese vervoersnetwerken konden grondstoffen makkelijk geïmporteerd, en eindproducten geëxporteerd worden. Hollandse steden lagen gunstig door de goedkope transportmogelijkheden over water, de goedkope energie (turf) en de beschikbaarheid van een veel gebruikt productiemiddel (water). Belangrijke takken binnen de nijverheid waren de textiel- en de bouwnijverheid. Andere takken waren de bierbrouwerij, zoutziederij, suikerraffinaderij, houtzagerij, branderij, pijpenmakerij, scheepsbouw, zeildoekweverij, steenbakkerij, aardewerkindustrie, papiernijverheid en de tabaksspinnerij. In sommige steden bestonden verschillende industrieën, in andere had een bepaalde industrie de overhand. Zo was in Leiden en Haarlem de textielnijverheid groot, in Delft was dat aardewerk, in Gouda de pijpenmakerij en in Schiedam de branderij.
Gedurende een groot deel van de zestiende eeuw was de groei in de nijverheid beperkt. Vanaf de jaren tachtig van die eeuw nam de groei sterk toe door de komst van personen, kennis en geld vanuit de Zuidelijke Nederlanden. Tot het midden van de zeventiende eeuw floreerde de nijverheid. Men kon in de zeventiende eeuw sterk profiteren van de onrust in Europa waardoor Nederlandse handelaren veel goederen konden exporteren. Toen de spanningen in Engeland en Frankrijk bedaarden gingen die landen de eigen nijverheid stimuleren en beschermen door middel van de Engelse Scheepvaartwetten en de Franse tarievenpolitiek van Colbert. Later werd dit mercantilisme gevolgd door andere Europese landen. De Nederlandse export nam af en de binnenlandse markt was te klein om de industrie overeind te houden. Vanaf de tweede helft van de zeventiende eeuw waren er bedrijfstakken met een voortdurende achteruitgang, waar sommige gelijk bleven, en weer een aantal andere juist opkwamen. Vanaf halverwege de achttiende eeuw was er in vrijwel alle bedrijfstakken achteruitgang te zien en tegen 1813 was het nieuwe koninkrijk Nederland bijna volledig gedeïndustrialiseerd.

### Handel

De beurs van Amsterdam (Job Berckheyde, ca. 1670) was opgericht als ontmoetingscentrum voor de handelaren. Samen met andere takken uit de dienstensector, waaronder het bankwezen, leverde zij een belangrijke bijdrage aan de bloei van de handel.

De stadjes in de Noordelijke Nederlanden konden in de middeleeuwen al profiteren van de ligging tussen de economische centra in de Zuidelijke Nederlanden, het Rijngebied, Engeland en het gebied aan de Noord- en Oostzee. In het midden van de zestiende eeuw kon Amsterdam, dankzij het gebruik van superieure schepen, de graanhandel op de Oostzee overnemen waar voorheen de Hanze een monopolie had. De Nederlandse handel met het Oostzeegebied, door haar belang de moedernegotie genoemd, bestond voornamelijk uit de import van graan en de export van haring, zout en Engelse wollen stoffen. Het handelsnetwerk kon naar het Iberisch Schiereiland en Frankrijk uitgebreid worden door de daar aanwezige vraag naar graan en de beschikbaarheid van zout. Amsterdam ging zich ontwikkelen tot een stapelmarkt. Op haar beurt wakkerde dit in de Republiek de visserij, landbouw en nijverheid aan, waarvan de producten voor een groot deel bestemd waren voor de export. Ook gedurende de oorlog met Spanje bleef de handel overeind, vanwege het gezamenlijk belang van beide partijen. De Republiek beschikte over de aanvoer van textiel en graan en Spanje over de aanvoer van zout, onbewerkte wol en zilver uit de Nieuwe Wereld. Tussen 1585 en 1621 kon het handelsnetwerk sterk uitbreiden, waardoor het vrijwel de hele wereld omspande. Nederlanders importeerden uit Rusland onder meer talk, was, huiden, bont, vlas en hennep. Uit Engeland werd wol geïmporteerd en uit Noorwegen hout. In Zweden bestond het aanbod uit ijzer, koper en wapentuig. Uit Frankrijk werd wijn en zout geïmporteerd en in de Levant werden exotische goederen gekocht, zoals zijde, katoen, angorawol, kameelhaar en krenten. Peper en specerijen werden in Portugal gekocht. Door het onregelmatige aanbod en de hoge prijzen daarvan gingen Nederlanders in 1595 zelf naar Azië om die producten in te kopen. In 1602 werden de kooplieden die op Azië handelden, verenigd in de monopolistische organisatie VOC. In de volgende jaren werd vanuit de Aziatische hoofdstad van de organisatie, Batavia, een Aziatisch handelsnetwerk opgericht en werden peper en specerijen naar de Republiek gezonden. Tijdens de gewelddadige Nederlandse verovering van de Banda-eilanden (1609–1621) werd de gehele inheemse bevolking uitgemoord, slaaf gemaakt of verdreven en verwierf de VOC het monopolie op de productie en handel in nootmuskaat en foelie. Vergelijkbaar met de VOC, werd voor West-Afrika en de Nieuwe Wereld in 1621 een octrooi verleend voor de oprichting van de WIC voor de handel in goud, ivoor, suikerriet en later ook slaven. Halverwege de zeventiende eeuw had Amsterdam een leidende internationale positie ingenomen, was de Nederlandse koopvaardijvloot veruit de grootste met zo'n 2000 zeewaardige schepen en bood de Nederlandse scheepvaart werk aan 46.000 mensen.
Vanaf 1650 werd het onbetwiste economische leiderschap van de Republiek op de proef gesteld. Zo kreeg zij te maken met mercantilistisch beleid van Frankrijk en Engeland en uiteindelijk werd zij door deze landen voorbijgestreefd. Op de Oostzee verloor de Republiek haar leidende positie doordat het aanbod niet meer volledig aansloot bij de vraag. Tegenover een daling van het handelsvolume in de handel binnen Europa stond een groei van de handel met Oost- en West-Indië. De winsten van de VOC en de WIC liepen echter terug. Uiteindelijk werden het verliezen en eind achttiende eeuw hielden beide bedrijven op te bestaan.

### Binnenlandse handel en vervoer
Tussen steden bestond de vraag naar vervoersdiensten van vracht, personen en post. Het meeste vervoer tussen steden ging over water vanwege de reeds aanwezige rivieren, meren en beken. Wegen waren in die tijd buiten de stad veelal onverhard en daarom was het water veel sneller en begaanbaarder. Vanaf 1529 werden door steden de eerste regelmatige dienstregelingen opgezet van beurtveren. Deze schepen voeren op vaste tijden op vaste trajecten, ongeacht of ze volgeladen waren of niet. In de jaren daarop breidde dit netwerk van diensten zich uit naar meer en meer steden. Rond het midden van de zeventiende eeuw was iedere stad die via het water bereikbaar was opgenomen in het vervoersnetwerk. Overige steden moesten gebruikmaken van wagendiensten. Het beurtveer was zeer geschikt voor goederen kleiner dan een scheepslading. Bij grotere ladingen, zoals turf, steen en graan werd een schip gecharterd. De aankomsttijden van de veren waren veranderlijk door de wind en de getijstromen. Om een betrouwbaarder en berekenbaarder systeem te hebben, lieten deelnemende steden kanalen graven met jaagpaden erlangs zodat trekschuitdiensten ingesteld konden worden. Deze schuiten werden getrokken door paarden en daardoor kon de aankomst beter gepland worden. De eerste trekschuitdienst ontstond in 1632 tussen Haarlem en Amsterdam en 33 jaar later was een netwerk over Holland verspreid. Waar geen trekvaart gegraven kon worden, bestond tussen sommige steden een korte verharde weg. Eind achttiende eeuw verbeterde het vervoer over de weg met koetsen, maar tot de komst van de spoorwegen (in de negentiende eeuw) bleef de trekschuit het belangrijkste vervoermiddel in de Nederlanden. In het oosten van het land had men geen trekvaarten en geen verharde wegen. Daar was men vrijwel overal aangewezen op slingerende zandwegen met diepe karrensporen, die het vervoer duur en onbetrouwbaar maakten.
Een belemmering voor de binnenlandse handel was het verdwijnen van de Carolusgulden als eenheidsmunt na de opstand. De gewesten vielen terug op hun eigen muntslag, en de grote diversiteit aan Nederlandse en buitenlandse muntsoorten maakte het afdoen van elke transactie tot een ingewikkeld en tijdrovend ritueel. Elke handelsstad had een wisselbank en een wisselwaag, waar incourante munten werden gewogen om hun waarde te bepalen. In 1681 probeerden de Staten-Generaal opnieuw een eenheidsmunt te introduceren, maar deze sloeg niet aan.

## Personen
De Republiek vond haar eerste leider in Willem van Oranje, die bij zijn dood in 1584 werd opgevolgd door zijn zoon Maurits van Oranje, gevolgd door Frederik Hendrik, Willem II, Willem III, Willem IV, regentes Anna van Hannover, besturend voogd Van Brunswijk en Willem V. Belangrijke andere politici waren Johan van Oldebarneveldt, Constantijn Huygens, Johan de Witt, naast vlootvoogden als de meest succesvolle Michiel de Ruyter, en verder Piet Hein, Maarten Tromp en diens zoon Cornelis Tromp, Jan Evertsen, Witte de With. Op het gebied van de handel waren de kanonnenkoning Louis de Geer, zijn compagnon, Jacob Trip en de Zeeuwse reder Cornelis Lampsins toonaangevend. Als regenten oefenden de Amsterdamse burgemeesters een overheersende invloed op de Republiek uit, onder wie Cornelis de Graeff, Gillis Valckenier, Andries Bicker en Nicolaas Witsen.

## Wetenschappen
Daarnaast waren er wetenschappers en bekwame vaklieden op allerlei terrein in de Nederlanden te vinden tijdens de Gouden Eeuw. Een kleine greep: Hugo de Groot (1583-1645) als nimmer geëvenaard instigator van het volkenrecht, oorlogs- en zeerecht, Christiaan Huygens (1629-1695) als wis-, natuur- en sterrenkundige, uitvinder van het slingeruurwerk en verklaarder van de ringen van Saturnus, de natuur- en waterbouwkundige Simon Stevin die bovendien decimale getallen uitbreidde met de cijfers achter de komma, Jan Leeghwater als waterbouwkundige en architect van de belangrijkste Nederlandse polders, Benedictus Spinoza (1632-1677) als filosoof van onder meer het pantheïsme. De Franse wis- en natuurkundige en filosoof René Descartes (1596-1650), beroemd door zijn filosofische stelling "Ik denk dus ik ben", woonde gedurende langere tijd in een aantal Nederlandse steden, waaronder Leiden.

## Cultuur
Vanwege de enorme rijkdom van de Republiek als gevolg van de succesvolle handel bloeide de cultuur, met name de schilderkunst, sterk in de zeventiende eeuw. Deze eeuw kreeg dan ook de bijnaam Gouden Eeuw. In totaal werden er volgens berekeningen van kunsthistorici drie miljoen schilderijen geproduceerd door ongeveer 5000 kunstenaars, onder wie Rembrandt, Vermeer, Frans Hals, Govert Flinck, Ferdinand Bol en Jan Steen. Ook architecten als Jacob van Campen (Paleis op de Dam) waren succesvol. Het aantal literatoren bleef achter bij het aantal kunstschilders, maar in het eigen taalgebied werden Joost van den Vondel, P.C. Hooft en Bredero bekend. Jan Pieterszoon Sweelinck (1562-1621) werd bekend als componist, organist, klavecinist, ensembleleider en pedagoog.
In de achttiende eeuw zakte het culturele leven in de Nederlanden in, en werd volkomen overvleugeld door met name het Verenigd Koninkrijk dat zich meer en meer als de economische en militaire grootmacht in Europa ontpopte (en in de literatuur, theater en muziek), Frankrijk (literatuur, muziek, theater), Duitsland (muziek met onder meer Bach, literatuur met onder meer Goethe) en Italië (muziek).

## Bataafse Revolutie
In de laatste twintig jaar van de achttiende eeuw was het zeer onrustig in de Republiek. Het was de tijd van de Patriotten en hun tegenpartij, de Prinsgezinden. De onrust resulteerde in 1787 in een Pruisische interventie ten gunste van de stadhouder, Willem V, en een Franse inval in 1794. Met Franse steun werd in 1795 de Bataafse Republiek uitgeroepen. Hiermee kwam een einde aan de Republiek der Zeven Verenigde Nederlanden.

## Benamingen
Gebruikelijke namen voor de Republiek der Zeven Verenigde Nederlanden:
- De Republiek
- Hollandse Republiek[37]
- Republiek der Verenigde Nederlanden
- Republiek der Verenigde Provinciën
- Republiek der Zeven Provinciën
- Republiek der Zeven Verenigde Nederlanden
- Republiek der Zeven Verenigde Provinciën
- Verenigde Provinciën
- Verenigde Provinciën der Nederlanden
- De Verenigde Gewesten
- De Zeven Verenigde Gewesten
- Belgica Foederata of Belgium Foederatum

Dit laatste is Latijn voor Verenigde (gefedereerde) Nederlanden. In Latijnse teksten en op landkaarten van die tijd werden de Nederlanden als Belgium of Belgica aangeduid. Zo kende men ook Nova Belgica of Novum Belgium (Nieuw-Nederland), Belgica Regia of Belgium Regium (Koninklijke of Spaanse Nederlanden) en vervolgens Belgium Austriacum (Keizerlijke of Oostenrijkse Nederlanden).
Juridisch-staatsrechtelijk zou de term "De Zeven Verenigde Republieken der Nederlanden" meer accuraat zijn geweest.
Pas na het Koninkrijk Holland, bij de hergeboorte van de Nederlanden in het Koninkrijk Nederland (per abuis "Koninkrijk der Nederlanden" geheten) ontstond de eenheidsstaat en veranderden de voormalige staten tot decentrale landsdelen, de provinciën; ingevolge de eenheidsstaat werden de Nederlanden omgedoopt tot Nederland.